# Região Sudeste do Brasil
A Região Sudeste do Brasil é uma das cinco regiões brasileiras definidas pelo Instituto Brasileiro de Geografia e Estatística (IBGE). Região mais desenvolvida e populosa do Brasil, sua superfície terrestre compreende uma área de 924 620,678 km², sendo a segunda menor em extensão territorial. Boa parte de seu território está subordinada à Região geoeconômica Centro-Sul do Brasil, ao passo que o norte mineiro integra a Região geoeconômica Nordeste do Brasil. Alberga quatro unidades federadas: São Paulo, Rio de Janeiro, Minas Gerais e Espírito Santo. Possui limites ao norte e ao nordeste, com a Bahia; ao leste e ao sul, com o oceano Atlântico; ao sudoeste, com o Paraná; ao oeste, com Mato Grosso do Sul; ao noroeste, com Goiás e com o Distrito Federal.
A região Sudeste marca o início da colonização efetiva do Brasil, após o período pré-colonial, com a fundação da primeira cidade do país: a vila de São Vicente, no atual estado de São Paulo, fundada em 1532 e onde ocorreram as primeiras eleições do continente americano. Como primeiro assentamento oficialmente instituído no território, a Capitania de São Vicente prosperou e permitiu a organização política e administrativa, além de impulsionar atividades econômicas, como a agricultura de cana-de-açúcar voltada para a exportação. Além dela, outras capitanias na atual região Sudeste foram formadas, como a do Espírito Santo, de São Tomé e a de Santo Amaro. No século XVII, os bandeirantes paulistas partiram da região em expedições que ampliaram o território e descobriram riquezas minerais, especialmente em Minas Gerais, o que atraiu grande número de colonos, mão de obra escravizada e investimentos, consolidando o Sudeste como um centro dinâmico da colônia. Em 1763, o porto do Rio de Janeiro, por onde o ouro era exportado, tornou-se a sede administrativa do Vice-Reino do Brasil. Exerceu esta condição até a fundação da nova capital da República dos Estados Unidos do Brasil, Brasília, em 1960.
A região Sudeste constitui o núcleo essencial do país, concentrando 53,3% do PIB nacional, as maiores áreas urbanas, a mais elevada densidade populacional, as maiores reservas de minério de ferro, os principais complexos hidrelétricos, a mais ampla malha de transportes terrestre e os portos de maior relevância. É, ainda, a área industrial e agropecuária mais significativa do território nacional, absorvendo 70% da força de trabalho operária e utilizando 85% da energia elétrica consumida ao nível nacional.
A topografia é bastante ondulada, com prevalência de planaltos. Apresenta um clima tropical, entre ameno e de alta temperatura, com grandes diferenças locais. Determinadas regiões possuem cobertura vegetal escassa e arbustiva; outras são revestidas por matas tropicais úmidas. A região é um verdadeiro foco de escoamento de águas. Existem diversas regiões hidrográficas, com cursos d'água descendo em inúmeros sentidos.

## História

### Povos indígenas, exploração portuguesa e colonização

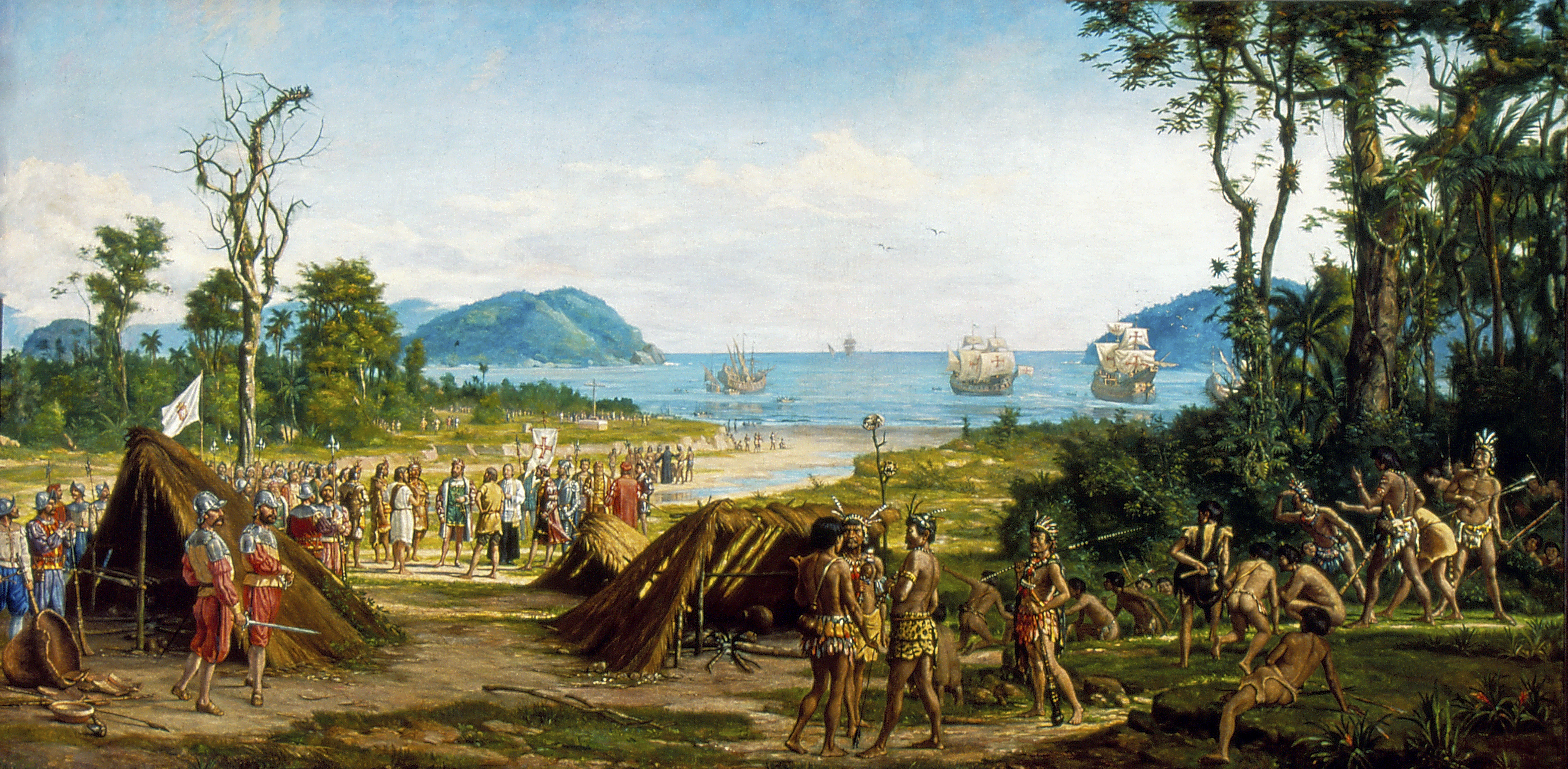
Fundação de São Vicente (1900), Benedito Calixto.

Os primeiros moradores da região sudeste do Brasil eram os povos indígenas, mormente os caingangues, os guaranis, os aranãs, os crenaques, os maxacalis e os tupiniquins.
Posteriormente, vieram os lusitanos. Eles realizaram expedições para entender a região e passaram a extrair o pau-brasil. Esta madeira era comum nas florestas da costa.
Os lusitanos criaram as mais antigas vilas na costa do sudeste do Brasil. A mais antiga vila criada era São Vicente. Ali começou o cultivo da cana-de-açúcar. Mais tarde, nasceram demais vilas. A colonização do interior se iniciou com a criação da vila de São Paulo de Piratininga.

### Bandeirismo, tropeirismo, cultivo da cana-de-açúcar, imigração e desenvolvimento econômico e infraestrutural

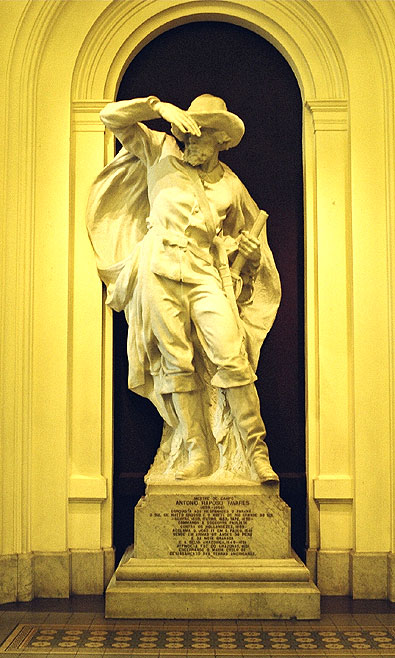
Estátua de Antônio Raposo Tavares, um dos mais famosos bandeirantes, no Museu do Ipiranga em São Paulo.

Os habitantes da vila de São Paulo penetraram por intermédio do interior em busca de indígenas para prender. Eles promoveram as bandeiras. Em suas cansativas e longínquas andanças, os bandeirantes paulistas avistaram jazidas de ouro nas terras do hoje estado de Minas Gerais.
A ocupação também cresceu com a venda de animais. Os vendedores conduziram os animais do sul do Brasil para serem comercializados na região das minas. No trajeto por onde trafegavam as tropas de gado surgiram ranchos e pousadas. Estas localidades fizeram nascer vários municípios.

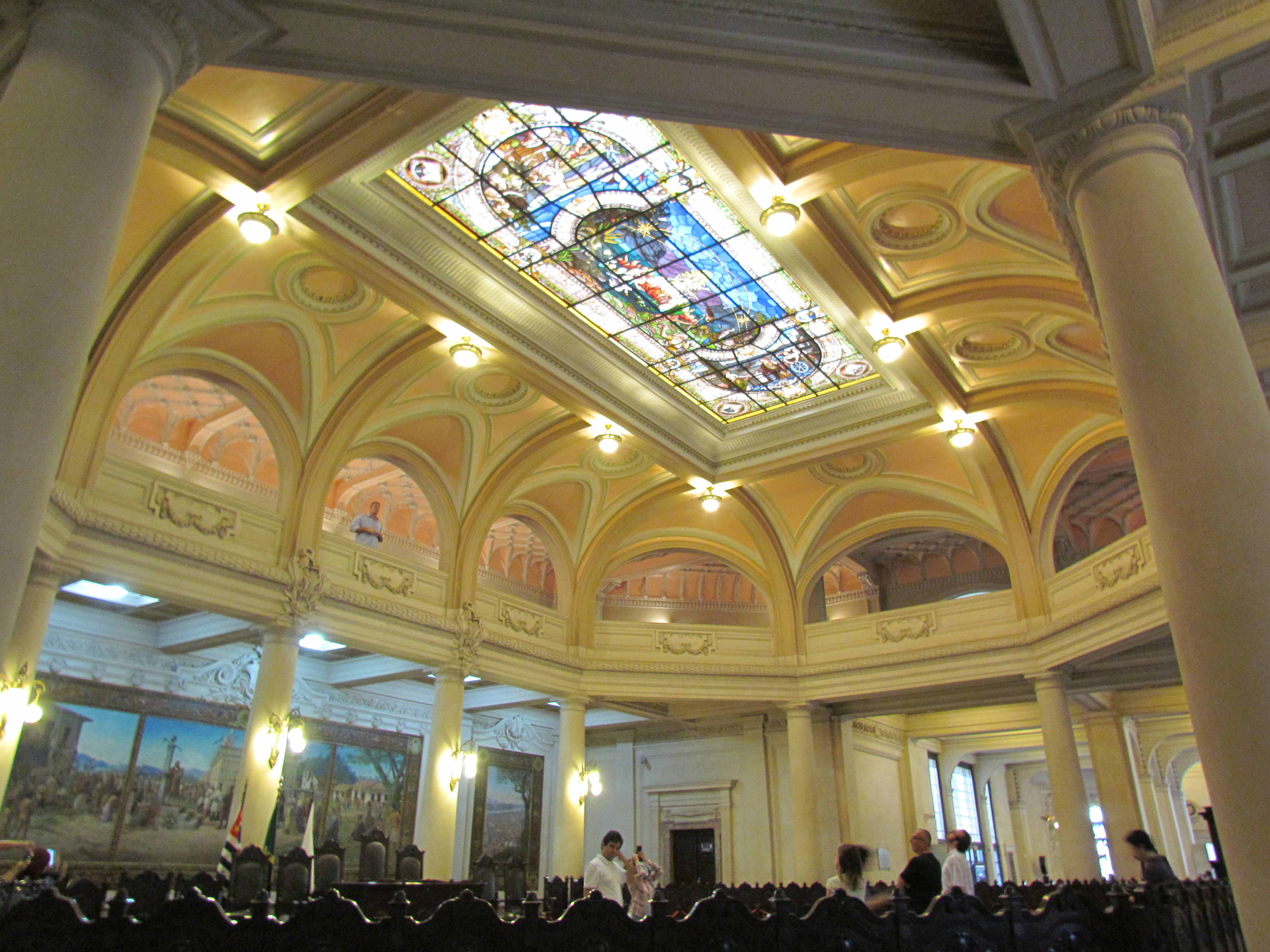
Antiga sede da Bolsa Oficial do Café, em Santos, São Paulo.

Novas propriedades de cultivo de cana-de-açúcar nasceram nas antigas rotas por onde acompanhavam as bandeiras. Estas propriedades fizeram surgir diversas comunas. Posteriormente, com o plantio do café, demais municipalidades nasceram.
A colonização cresceu bastante com a vinda dos imigrantes e com a construção de novas ferrovias. A implantação de fábricas também colaborou para que muitos imigrantes de demais unidades federativas e de demais nações estrangeiras chegassem a residir na região sudeste do Brasil.

## Geografia

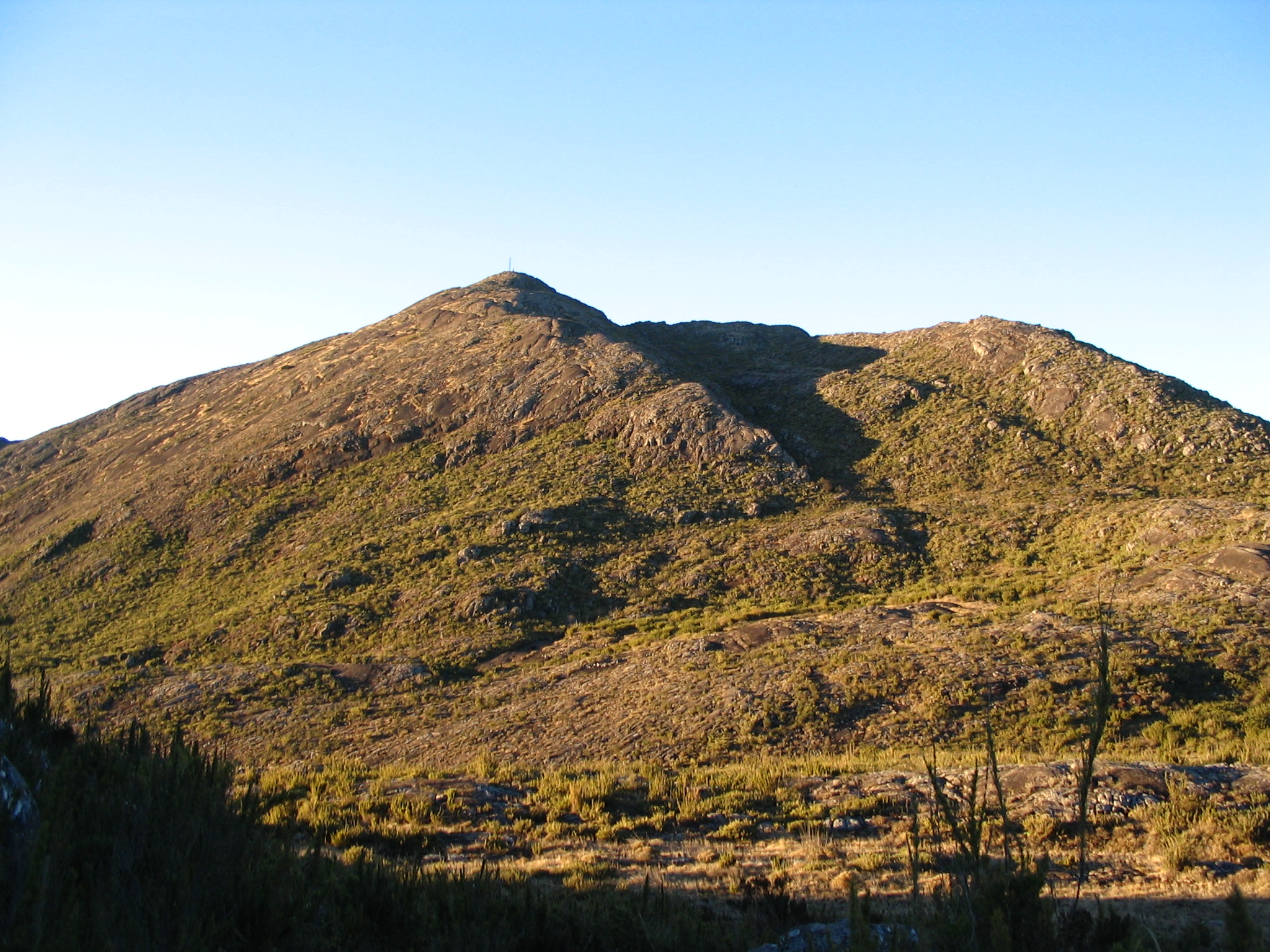
O Pico da Bandeira, localizado entre os estados do Espírito Santo e de Minas Gerais, o ponto mais elevado do Sudeste.

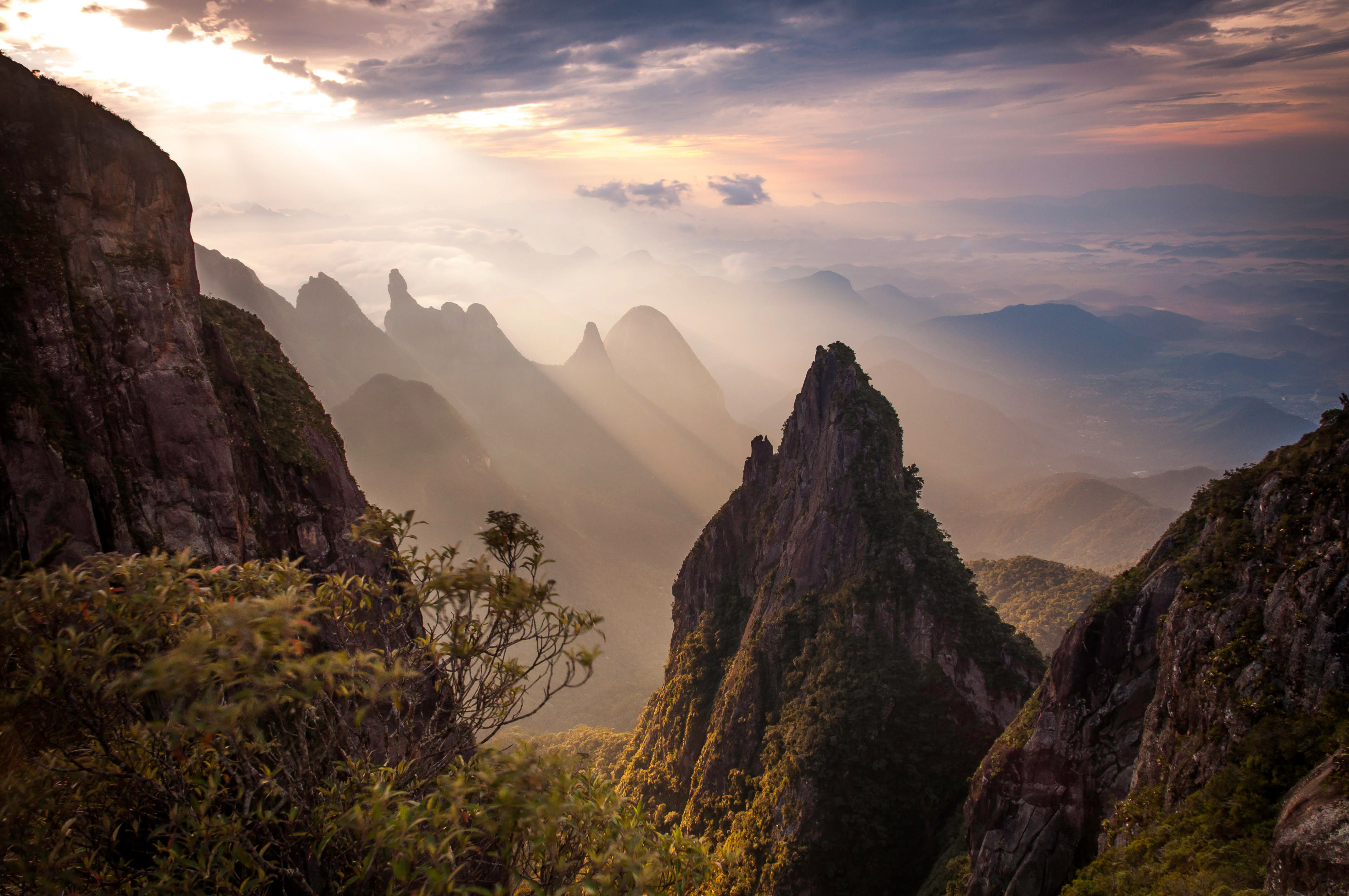
Serra dos Órgãos vista de Teresópolis, Rio de Janeiro.

É possível distinguir quatro importantes fragmentações na geomorfologia da região sudeste do Brasil:
- Planícies e Terras Baixas Costeiras: têm alturas oscilantes, ora surgindo no formato de amplas baixadas, ora se encurtando e possibilitando o aparecimento de falésias, onde a serra do Mar ingressa retamente próximo ao oceano Atlântico. São abundantes, no decorrer da planície, várias praias e determinadas restingas, que constituem lagoas litorâneas e extensas baías.
- Serras e Planaltos do Leste e do Sudeste, ou planalto Atlântico, ou planalto oriental: o planalto Atlântico representa a porção mais irregular do planalto brasileiro, sendo marcado, na região sudeste, pela enorme quantidade de serras e escarpas de planalto cristalinas. Ocorre como verdadeiro paredão formado por rochas cristalinas de longa data ou como um simples “mar de morros” em terrenos desgastados. A montanha deste altiplano virada para o Atlântico forma a serra do Mar. Mais para frente, a oeste, localizamos o vale do rio Paraíba do Sul, o qual divide a serra do Mar da serra da Mantiqueira. Em direção ao norte, as altitudes se isolam da costa, originando a serra do Espinhaço.

Na porção sudeste de Minas Gerais, situam-se a Serra da Canastra, já nas delimitações do planalto Meridional.
- Planalto Central: na parte noroeste da região, na retaguarda da Serra do Espinhaço, estão as chapadas sedimentares, já na passagem para a região centro-oeste. Ali sobressaem o Espigão Mestre, grande prolongamento plano formado por rochas de longa data e fortemente desenvolvidas pela erosão. Entre ele e a Serra do Espinhaço, localiza-se a Depressão São Franciscana, região, que possui terrenos rebaixados, atravessado por um importante rio, o São Francisco.
- Planalto Arenito-basáltico: compreende sucessões de rochas menos duras, como o arenito (sedimentar) e outras mais resistentes, como o basalto (vulcânica), possibilitando a formação das denominadas cuestas, acidentes da topografia que se apresentam abruptas e íngremes em uma encosta e no sentido contrário correm em leve descida. Estas cuestas são vulgarmente denominadas pela designação de serras, como, por exemplo, a serra de Botucatu.
- Depressão Periférica: área de ligação rasa e nivelada, que corresponde a uma canoa, dentre as serras e planaltos do leste e sudeste (de formação cristalina) e planalto Arenito-basáltico (de origem sedimentar).

### Hidrografia

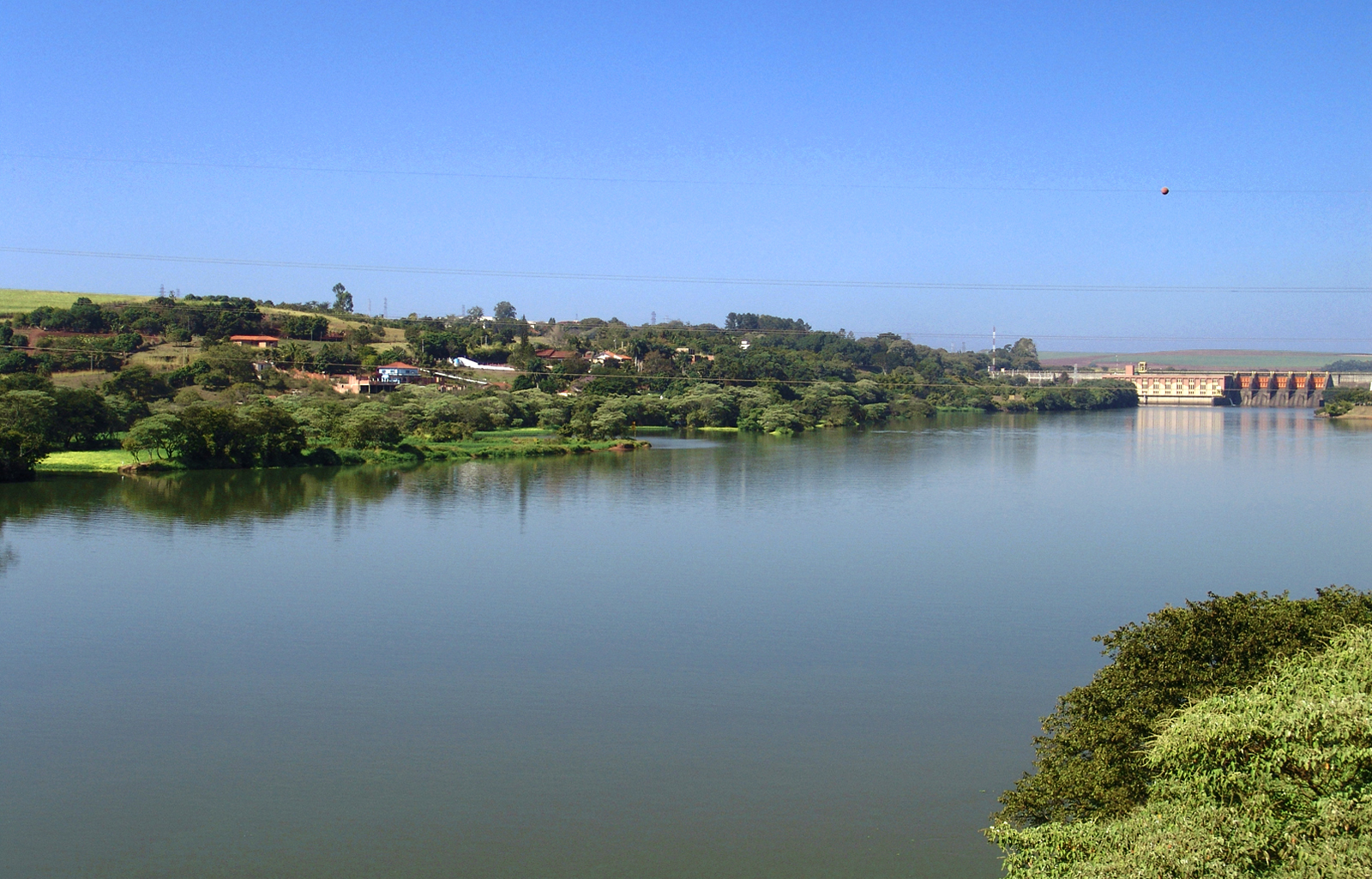
Rio Tietê nos municípios de Barra Bonita e Igaraçu do Tietê com a Usina Hidrelétrica de Barra Bonita ao fundo.

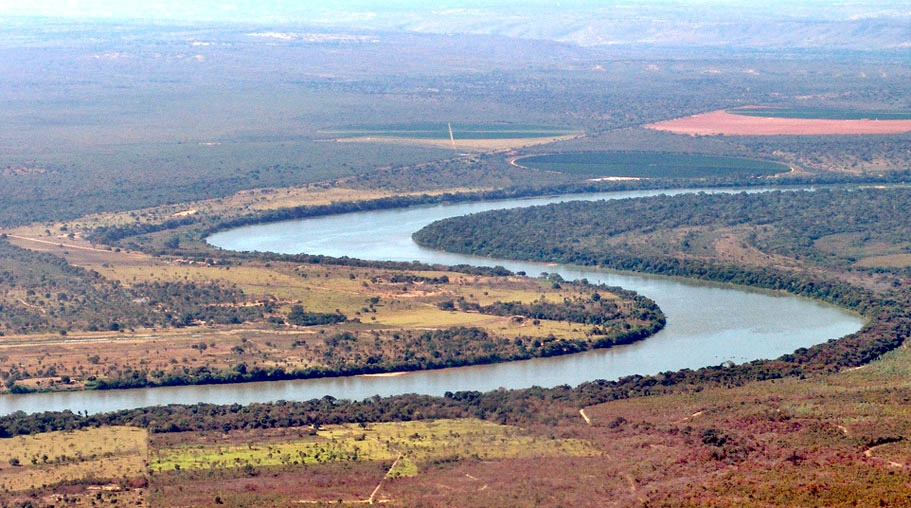
Trecho do rio São Francisco entre os municípios de Ponto Chique e Várzea da Palma, em Minas Gerais.

Em consequência dos seus aspectos geomorfológicos, prevalecem na região os rios de planalto, dotados de cachoeiras naturais. Dentre as diversas bacias fluviais, sobressaem:⁣
- Bacia do Paraná: o rio mais importante é constituído pela união dos rios Paranaíba e Grande. Nesta bacia, situam-se algumas das principais hidrelétricas do Brasil, como Itaipu, no rio Paraná, Cachoeira Dourada e São Simão, no rio Parnaíba, e Furnas e Volta Redonda, no rio Grande.[15]
- Bacia do São Francisco: o rio mais importante nasce em Minas Gerais, na Serra da Canastra, corta a Bahia e atinge Pernambuco, Alagoas e Sergipe, no nordeste. Acolhendo alguns importantes tributários e outros pequenos, os quais vêm até a secar (rios intermitentes), o São Francisco possui enorme relevância regional, por trazer deslocamento, nutrição, eletricidade e irrigação.[15]

Em seu alto curso, que se estende da nascente até Pirapora (Minas Gerais), o rio São Francisco é irregular e inadequado para a navegação, no entanto, possui grande potencialidade hidrelétrica. A usina hidrelétrica de Três Marias foi ali erguida para normalizar o curso do rio, produzir energia elétrica e expandir o seu percurso navegável, por intermédio de eclusas que aumentam o nível das águas. Já no médio curso, que vai entre Pirapora e Juazeiro, na Bahia, o rio é completamente apropriado para a navegação. O baixo curso do rio São Francisco se situa completamente na região nordeste.
- Bacia do Atlântico Leste: são um grupo de bacias secundárias de vários rios que correm das serras costeiras ao Atlântico. Destacam-se as bacias dos rios Pardo, Doce e Jequitinhonha, em Minas Gerais, e Paraíba do Sul, em São Paulo e Rio de Janeiro.[15]
- Bacia do Atlântico Sudeste: A região sudeste é irrigada também por estas bacias secundárias, entre as quais sobressai somente a do rio Ribeira do Iguape, no estado de São Paulo.[15]

### Clima

Mapa climático do Sudeste de acordo com a classificação climática de Köppen-Geiger.

A região sudeste compreende os climas tropical, tropical de altitude, subtropical e tropical semiárido.
O clima tropical prevalece no Espírito Santo, no Rio de Janeiro, no norte de Minas Gerais e no oeste paulista. Possui temperaturas altas (média anual de 22 °C) e duas estações determinadas: uma úmida, que equivale ao verão, e outra seca, que equivale ao inverno. O clima tropical de altitude, o qual aparece nas regiões mais altas do relevo, define-se por temperaturas mais amenas (média atual de 18 °C).
O clima subtropical, que ocorre no sul de São Paulo, é caracterizado por chuvas bem divididas no decorrer do ano (temperaturas médias anuais por volta de 16 °C e 17 °C) e por uma enorme amplitude térmica anual. Temos também, no norte de Minas Gerais, o clima semiárido mais cálido e menos chuvoso, abrigando estação seca anual entre quatro e cinco meses ou até mais nos vales dos rios São Francisco e Jequitinhonha.
No sudeste, como em qualquer outra região, as temperaturas passam pela decisiva força da localização geográfica, isto é, da latitude, do relevo ou altura e também da maritimidade. Deste modo, o norte de Minas Gerais e o Espírito Santo, de baixas latitudes e altitudes regulares, possuem um clima mais cálido. Já a Serra do Mar possui a maior umidade da região, porque bloqueia a transição dos ventos oriundos do Atlântico, repletos de chuva, e, por esta razão, cai chuva somente em suas encostas orientais. O litoral também é verdadeiramente mais chuvoso, como consequência da maritimidade.

### Vegetação
Já que são muitos os tipos climáticos na região sudeste, podemos entender que antigamente ali havia uma enorme variedade de gêneros de formação vegetal, atualmente em boa parte desflorestada, em consequência do desenvolvimento agrário.

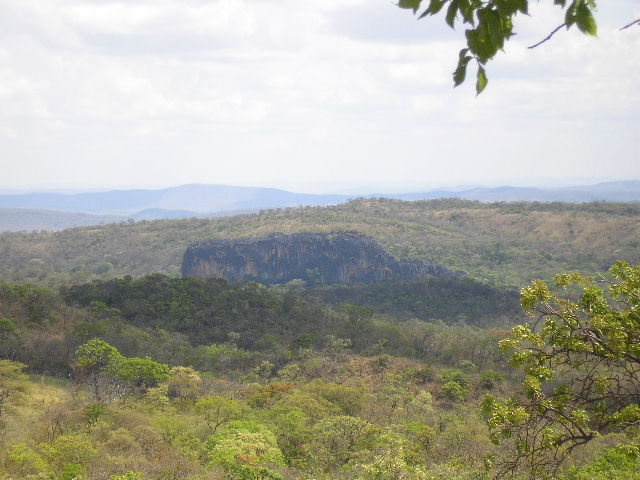
Vegetação característica do cerrado na região noroeste de Minas Gerais.

A floresta tropical é a vegetação predominante na região, no entanto, sua característica oscila bastante. Ela é abundante e rica nas vertentes direcionadas para o oceano — Mata Atlântica — onde a pluviosidade é mais intensa, propiciando o crescimento de árvores altas, vários cipós, epífitas e numerosas palmeiras; está quase completamente desflorestada, menos nos sopés mais abruptos. No interior do continente, esta floresta se mostra menos espessa, já que aparece em regiões de clima mais seco, ocorre somente em manchas.
Em determinadas regiões do interior aparecem as matas galerias ou ciliares, que se propagam às beiras dos rios, mais chuvosas. Nas regiões caracteristicamente tropicais do sudeste, sobressai a vegetação denominada de cerrado, formada por pequenas árvores e arbustos de galhos retorcidos e vegetação rasteira.
A região possui também pequenos trechos revestidos pela caatinga, no norte de Minas Gerais. As regiões mais elevadas das Serras e planaltos do Leste e do Sudeste, ao sul, de clima mais leve, são compreendidas por uma ou outra espécie do que foi um dia a floresta subtropical ou mata de araucárias. Em áreas também pequenas do planalto, ocorrem trechos de formações campestres: os campos limpos, no sul do estado de São Paulo, e os campos serranos, no sul de Minas Gerais. No decorrer da costa, existe a vegetação característica de praias, chamada de vegetação litorânea.

## Demografia
A região Sudeste do Brasil abriga uma população estimada em 84.847.187 habitantes, conforme dados do censo de 2022, consolidando-se como a mais populosa do território nacional. Esse elevado contingente demográfico deve-se, sobretudo, aos fluxos migratórios provenientes da Europa e às migrações internas ocorridas ao longo do século XX. O estado de Minas Gerais, com 63% da superfície total, é o maior em extensão territorial da região, enquanto São Paulo, responsável por 48% do número de habitantes, é o estado mais habitado.
Cerca de 7% dos habitantes residem em áreas rurais, embora essa proporção apresente uma tendência de declínio. A região conta com cem municípios cuja população ultrapassa 100 mil habitantes e possui sete regiões metropolitanas de relevância, destacando-se São Paulo, com 20.743.587 habitantes; Rio de Janeiro, com 13.497.709 habitantes; e Belo Horizonte, com 5.733.783 habitantes, segundo o censo de 2022.
O Índice de Desenvolvimento Humano da região sudeste do Brasil é considerado alto conforme o PNUD. Segundo o último levantamento do Instituto de Pesquisa Econômica Aplicada (IPEA), com dados relativos a 2010, o seu valor era de 0,766, estando na primeira colocação ao nível nacional, depois do sudeste. É a primeira região mais populosa do país, concentrando 42,0% da população brasileira. Entretanto, compreende uma densidade demográfica de 91.76 hab/km², mais de três vezes maior que a do Brasil como um todo.

### Composição étnica, povos indígenas e migração

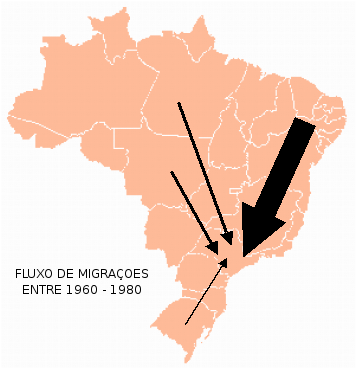
Fluxos migratórios no Brasil entre as décadas de 1960 e 1980.

Hoje residem na região sudeste do Brasil pouco mais de 123 mil indígenas. Do total, 17,44% moram em terras indígenas e 82,56% vivem fora. Dentre os 21 525 habitantes, que habitam terras indígenas, 20 555 moradores têm cor ou raça indígena e 970 residentes se acham indígenas. Entre os 101 909 residentes, os quais moram fora de terras indígenas, 89 379 pessoas possuem cor ou raça indígena e 12 530 indivíduos se julgam indígenas.
Segundo pesquisa de autodeclaração do censo de 2022, 44 152 518 sudestinos se reconheceram como brancos, 28 904 271 pardos, 6 281 663 pretos, 902 731 amarelos e 101 295 indígenas. Em 2010, 99,62% foram brasileiros (99,51% natos e 0,11% naturalizados) e 0,38% estrangeiros. Dentre os brasileiros, 88,64% naturais do sudeste (83,94% do próprio estado) e 10,39% em demais regiões. 1,65% são do sul, 7,92% do nordeste, 0,56'% do centro-oeste e 0,26% do norte. Entre os estados de origem dos imigrantes, a Bahia (2,77) possuía o maior percentual de residentes (1,46%). Este é acompanhado por Pernambuco (1,52%), Paraná (1,38), Ceará (0,91), Paraíba (0,85) e Alagoas (0,58).

### Povoamento

#### Imigrantes portugueses, espanhóis, italianos e alemães
A compreensão do desenvolvimento econômico da região Sudeste do Brasil está intrinsecamente ligada à contribuição de imigrantes estrangeiros. Entre esses grupos, os portugueses destacam-se como o contingente mais numeroso, presentes desde o período do descobrimento e concentrados majoritariamente nas áreas urbanas. Os italianos, por sua vez, estabeleceram-se sobretudo no estado de São Paulo, onde desempenharam um papel essencial na mão de obra das lavouras de café, atividade que impulsionou o desenvolvimento econômico estadual. Posteriormente, também contribuíram para o processo de industrialização da capital paulista.
Os espanhóis chegaram em número reduzido, mas, assim como os italianos, inicialmente trabalharam na agricultura cafeeira e, posteriormente, no setor industrial paulista. Os alemães, embora menos numerosos, tiveram relevância significativa, fixando-se predominantemente na zona sul da cidade de São Paulo, em Limeira e no vale do rio Doce, no Espírito Santo. Apesar do volume expressivo de alemães em São Paulo, sua participação no Sudeste não foi tão marcante quanto na região Sul do país.

#### Diversidade étnica minoritária, imigrantes sul-americanos, coreanos, chineses e japoneses
Além desses grupos, o Sudeste recebeu importantes contribuições de eslavos, especialmente poloneses, russos e ucranianos, bem como de árabes, notadamente sírios e libaneses, além de judeus oriundos de diversas nações. Em menor escala, franceses, holandeses, escandinavos, lituanos, húngaros e estadunidenses também se estabeleceram na região. A partir da década de 1970, a imigração sul-americana, com destaque para paraguaios, uruguaios, argentinos e chilenos, intensificou-se. Nos anos 1980, houve um aumento significativo da imigração asiática, composta principalmente por coreanos e chineses, que se concentraram na cidade de São Paulo.
A imigração japonesa merece menção especial, pois, embora menos expressiva em outras partes do Brasil, foi de grande importância para o Sudeste, particularmente em São Paulo. Os japoneses fixaram-se nas áreas periféricas da capital paulista, onde se dedicaram à horticultura, contribuindo para a formação do cinturão verde da cidade. No interior, impulsionaram o desenvolvimento da avicultura e da produção de algodão em municípios como Bastos, Marília e Tupã.

#### Predomínio da etnia caucasiana e grande número de mestiços
A região Sudeste do Brasil, após o Sul, apresenta a segunda maior proporção de pessoas autodeclaradas brancas, correspondendo a aproximadamente 66% da população. O estado de São Paulo destacou-se como o principal polo de atração para imigrantes europeus, inicialmente em razão da expansão da cultura cafeeira e, posteriormente, devido ao processo de industrialização.
Em relação à população negra, embora esta represente apenas 6% dos habitantes da região, o Sudeste, juntamente com o Nordeste, abriga o maior contingente do país. Esse fenômeno é explicado por fatores históricos, já que pessoas escravizadas foram trazidas principalmente para o trabalho nas atividades de mineração durante o século XVIII e, mais tarde, para o cultivo do café nos séculos XIX e XX. Por outro lado, a presença de povos indígenas é limitada, concentrando-se em pequenas áreas ao longo do litoral. A população parda corresponde a cerca de 27% do total regional.

### Religião

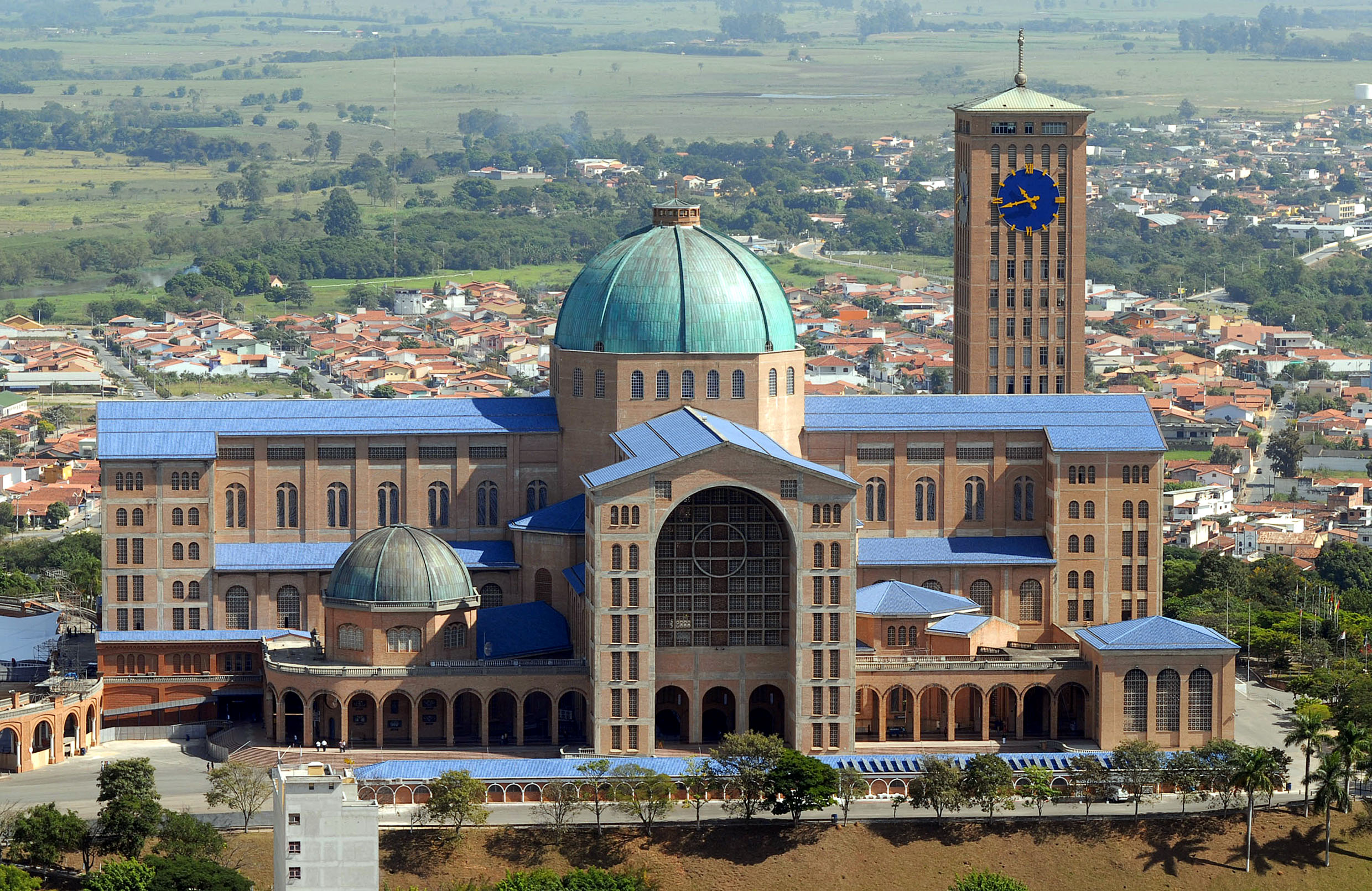
Catedral Basílica de Nossa Senhora Aparecida, o segundo maior templo católico religioso do mundo, em Aparecida, no Vale do Paraíba.

A região Sudeste do Brasil, composta pelos estados de São Paulo, Minas Gerais, Rio de Janeiro e Espírito Santo, é marcada pela diversidade religiosa. Conforme o censo demográfico do Brasil de 2010, divulgado pelo IBGE, a maioria da população se declara católica, com 56,5% dos habitantes. Os evangélicos somam 29,3%, sendo que 13,5% são pentecostais e 4,8% pertencem a igrejas de missão. Outras religiões, incluindo espíritas e afro-brasileiras, representam cerca de 14% do total.
A estrutura eclesiástica católica na região é robusta, contando com diversas arquidioceses e dioceses. Dentre as principais, destacam-se as arquidioceses de São Paulo, Belo Horizonte e Rio de Janeiro. Cada uma dessas jurisdições coordena dioceses menores e centenas de paróquias, atendendo uma vasta comunidade de fiéis. As celebrações religiosas, especialmente as festas católicas, são importantes elementos culturais e turísticos, como a Festa de Nossa Senhora Aparecida e a Procissão do Senhor dos Passos.
O movimento evangélico na região é diversificado. As igrejas pentecostais, como a Assembleia de Deus e a Igreja Universal do Reino de Deus, têm grande representação, principalmente em áreas urbanas. As igrejas de missão, como a Presbiteriana e a Batista, também possuem significativa presença e influenciam na educação e ações sociais. O crescimento do segmento evangélico é notável, refletindo uma mudança no perfil religioso da população brasileira nas últimas décadas.
Além disso, o espiritismo, introduzido no Brasil por Chico Xavier, tem forte adesão no sudeste do país, especialmente em estados como Minas Gerais e São Paulo. As religiões afro-brasileiras, como o candomblé e a umbanda, encontram praticantes principalmente nas grandes capitais, como Rio de Janeiro e São Paulo, onde a herança cultural africana é celebrada e preservada.

### Modo de vida

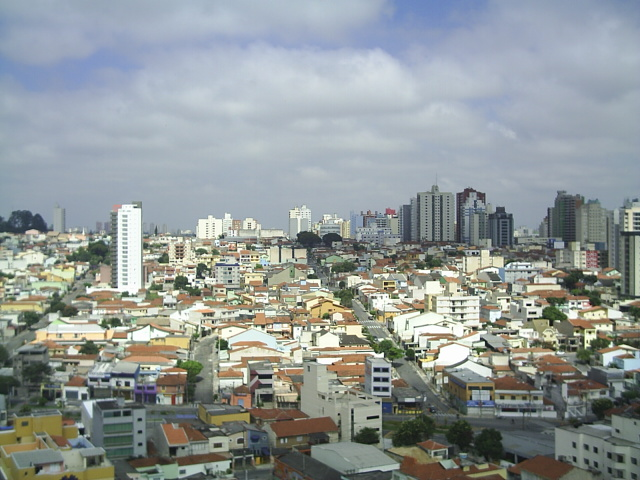
São Caetano do Sul, situado na Grande São Paulo, é o município com o maior IDH do Brasil.

A região Sudeste do Brasil destaca-se por oferecer uma ampla variedade de oportunidades de emprego, além de contar com elevados padrões educacionais e serviços de saúde de qualidade, fatores que a tornam um destino atrativo para migrantes provenientes de diversas partes do país. O fluxo migratório é especialmente intenso a partir de regiões onde o desenvolvimento econômico não segue o crescimento populacional, como ocorre em algumas áreas do Nordeste. Além disso, a capital paulista recebe também considerável migração interna, composta por habitantes de cidades menores do interior do estado, o que contribui para que São Paulo apresente índices de crescimento demográfico superiores à média regional do Sudeste.
Entretanto, a intensidade dessa migração já não é tão expressiva quanto em períodos anteriores. Atualmente, as cidades do Sudeste experimentam um crescimento urbano menos acelerado. A cidade de São Paulo, que outrora apresentava uma expansão contínua, viu sua taxa de crescimento populacional declinar de 4,5% para 1,9% ao ano.

### Urbanização

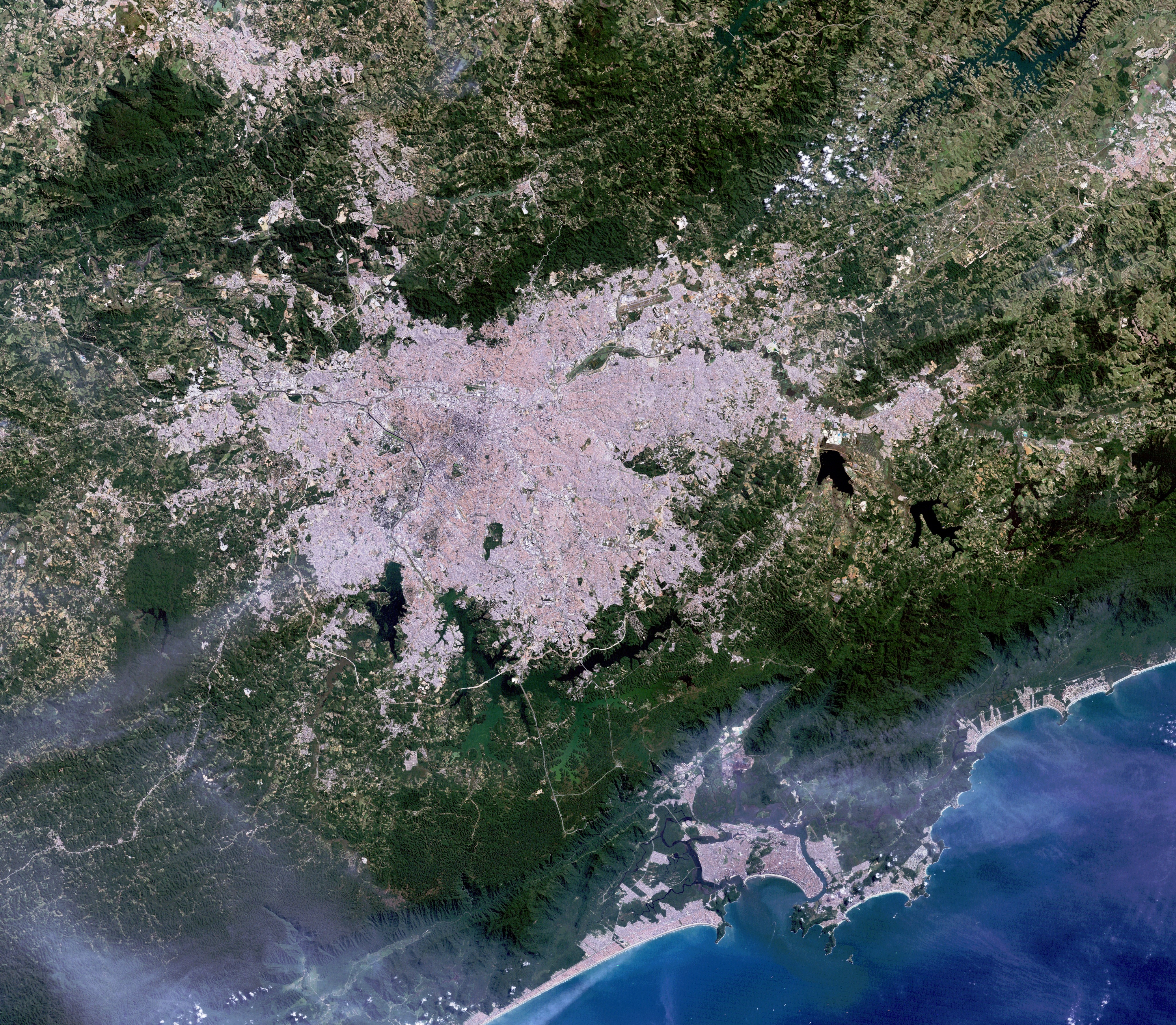
Imagem da grande São Paulo vista por um satélite.

As cidades de São Paulo, Rio de Janeiro e Belo Horizonte destacam-se entre as mais extensas e densamente povoadas do Brasil. Nessas localidades encontram-se estabelecidos os principais bancos, indústrias e corporações comerciais, que projetam sua influência para áreas internas e outros estados por meio de uma complexa rede de rodovias e ferrovias, além de portos, aeroportos e canais de comunicação.
São Paulo e Rio de Janeiro configuram-se como metrópoles de abrangência nacional, exercendo influência em todo o território brasileiro. Em contrapartida, Belo Horizonte é classificada como uma metrópole regional, com uma esfera de influência limitada ao estado de Minas Gerais.

O crescimento acelerado dessas três cidades resultou em um processo denominado conurbação, caracterizado pela integração espacial com municípios vizinhos, formando uma área urbana contínua. No Brasil, essas conurbações são oficialmente reconhecidas como regiões metropolitanas.

### Problemas atuais
Embora seja a região mais industrializada e desenvolvida do país, o Sudeste também enfrenta diversos desafios, frequentemente oriundos de seu próprio progresso. Entre os problemas mais significativos dessa região, que invariavelmente têm impacto em todo o território nacional, destacam-se os mencionados a seguir:

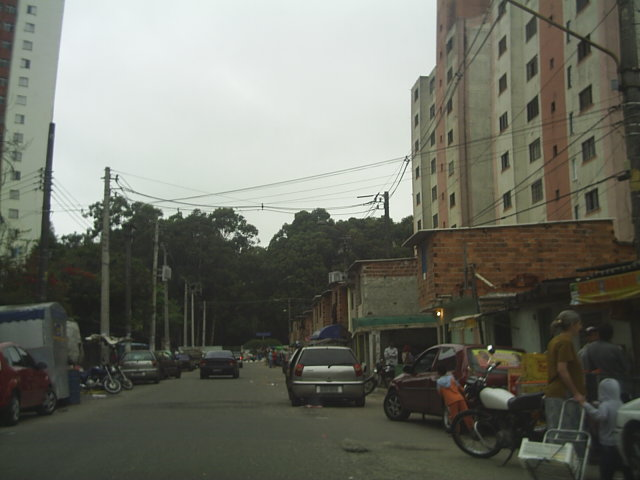
Áreas verticais e horizontais lado a lado no tecido urbano de Heliópolis.

- Áreas verticais e horizontais lado a lado no tecido urbano de Heliópolis.Constantes crises econômicas: desde a década de 1970, a região Sudeste tem sido significativamente impactada pelas recorrentes crises econômicas que afetam o Brasil. Os elevados índices de inflação, associados à insuficiência de investimentos governamentais em áreas fundamentais, como energia elétrica e telecomunicações, têm contribuído para o aumento do desemprego e para a intensificação das desigualdades sociais, repercutindo não apenas no Sudeste, mas em todo o território nacional.[46]
- Concentração de população nas regiões urbanas, provocada pelo êxodo rural: a intensa migração da população rural para as áreas urbanas, fenômeno conhecido como êxodo rural, resultou em um excedente de força de trabalho disponível. Essa dinâmica tem contribuído para a redução da renda média da população, agravando as taxas de desemprego e ampliando o contingente de habitantes em assentamentos precários. Consequentemente, a qualidade de vida de uma parcela significativa dos residentes na região Sudeste apresenta-se comprometida.[46]
- Violência urbana: a violência urbana pode ser compreendida como um reflexo direto das adversidades econômicas e das expressivas desigualdades sociais. Populações marginalizadas, frequentemente enfrentando desafios como o desemprego e a insegurança alimentar, podem recorrer a atos violentos na busca por meios de subsistência. Nesse contexto, uma redistribuição equitativa de renda, aliada à promoção de oportunidades acessíveis para todos os indivíduos, desponta como uma abordagem viável para mitigar essa problemática.[46]

A violência urbana e a criminalidade constituem desafios comuns a grandes cidades em escala global. No entanto, esses fenômenos alcançam níveis alarmantes nas metrópoles da região Sudeste do Brasil, especialmente em São Paulo e no Rio de Janeiro. Nessas localidades, a proximidade entre áreas de alta concentração de riqueza e de extrema pobreza favorece o surgimento de dinâmicas associadas ao crime organizado e ao tráfico de entorpecentes.
- Progresso desigual dentre distintas zonas da região: o desenvolvimento desigual resulta em um fenômeno inevitável de atração populacional exercido pelos núcleos urbanos. Como consequência, as cidades experimentaram um crescimento desproporcional, enfrentando desafios significativos nas áreas de habitação, saúde pública, infraestrutura de saneamento, transporte e segurança alimentar.[46]
- Graves problemas de agressão ao meio ambiente: a região Sudeste do Brasil, caracterizada por sua elevada densidade demográfica e significativa concentração de atividades industriais, enfrenta sérios desafios relacionados ao meio ambiente. Entre os principais problemas, destacam-se a degradação da qualidade do ar, a contaminação dos recursos hídricos e a deterioração dos solos. Além disso, o desmatamento de áreas florestais contribui para a perda irreversível de biodiversidade, levando à extinção de diversas espécies de fauna e flora.[46]

A região Sudeste do Brasil, assim como qualquer outra área do planeta, inevitavelmente continuará a enfrentar desafios. A melhoria nas condições de vida e na distribuição de recursos financeiros atenuará muitas dessas dificuldades, contudo, outras permanecerão. Com o retorno ao crescimento e a revitalização econômica, tanto o país quanto a região Sudeste terão a possibilidade de superar algumas de suas questões mais graves.

## Governo e política

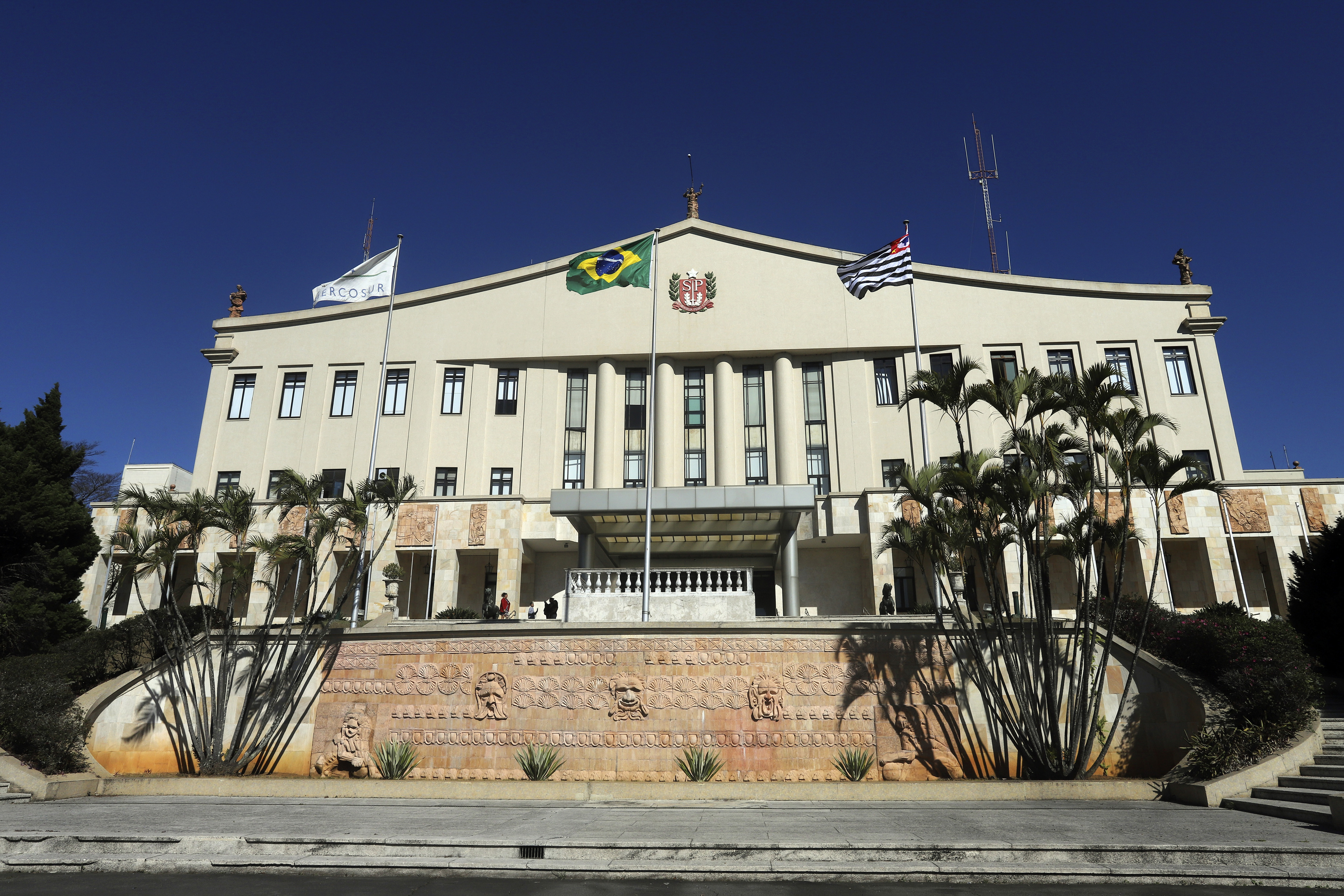
Palácio dos Bandeirantes, sede do poder executivo paulista.

A Região Sudeste do Brasil, composta pelos estados de São Paulo, Minas Gerais, Rio de Janeiro e Espírito Santo, é uma das mais politicamente influentes do país, desempenhando um papel fundamental tanto no cenário nacional quanto local. Cada um dos estados dessa região possui sua própria estrutura de governo, com a divisão dos três poderes: executivo, legislativo e judiciário, além de exercer uma forte influência no eleitorado nacional.

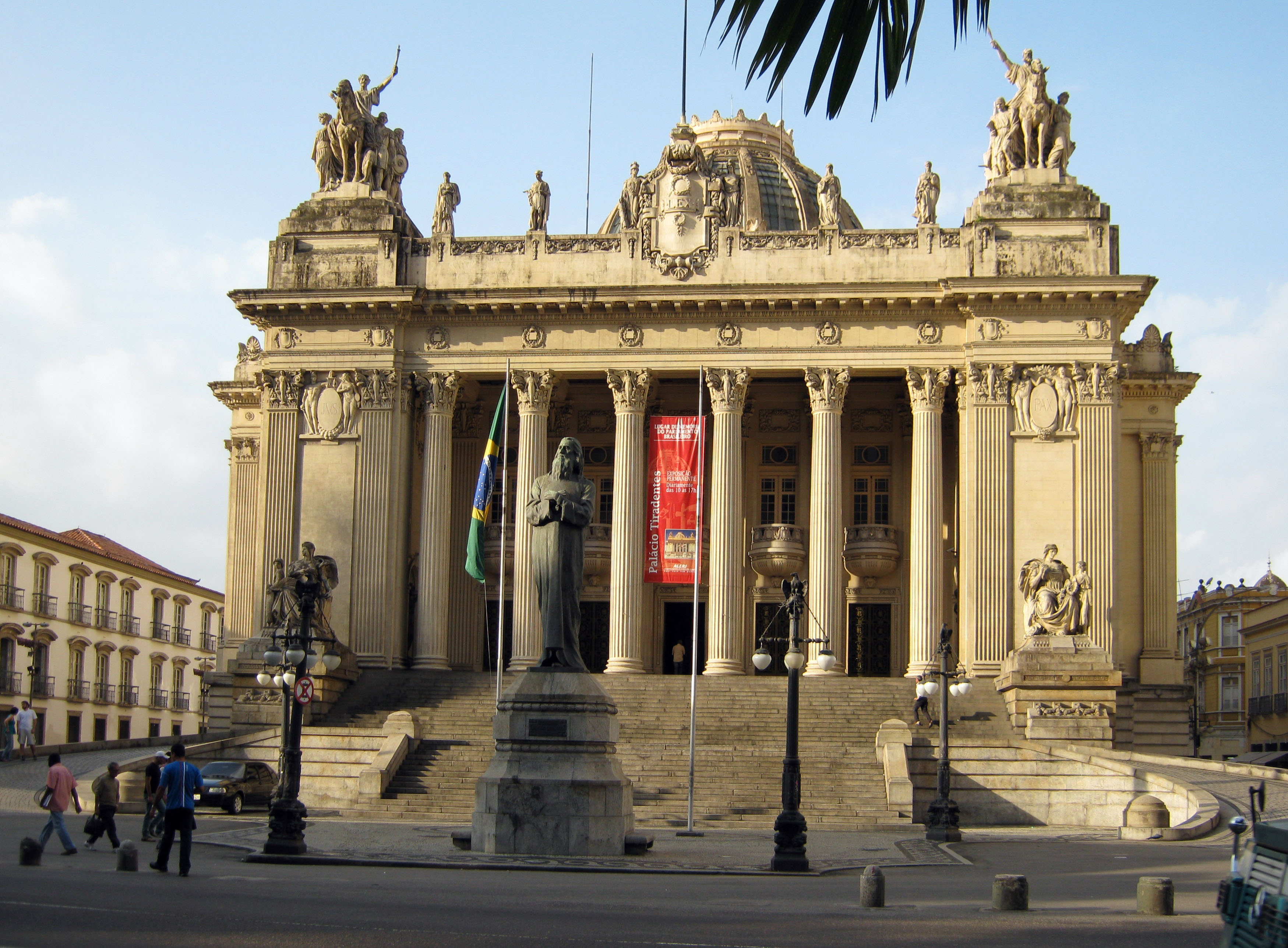
Palácio Tiradentes, ex-sede do poder legislativo fluminense.

No poder executivo, cada estado (São Paulo, Rio de Janeiro, Minas Gerais e Espírito Santo) é governado por um governador, escolhido por voto direto das populações paulista, fluminense, mineira e capixaba para mandatos de quatro anos. A composição dos legislativos estaduais é feita por assembleias legislativas, com o número de deputados variando de acordo com a população de cada estado. São Paulo, como o estado mais populoso, possui a maior assembleia, com 94 deputados estaduais. O Rio de Janeiro, Minas Gerais e Espírito Santo possuem, respectivamente, 70, 77 e 30 cadeiras. O sistema eleitoral é baseado no voto proporcional, com candidatos disputando cadeiras conforme a quantidade de votos recebidos.

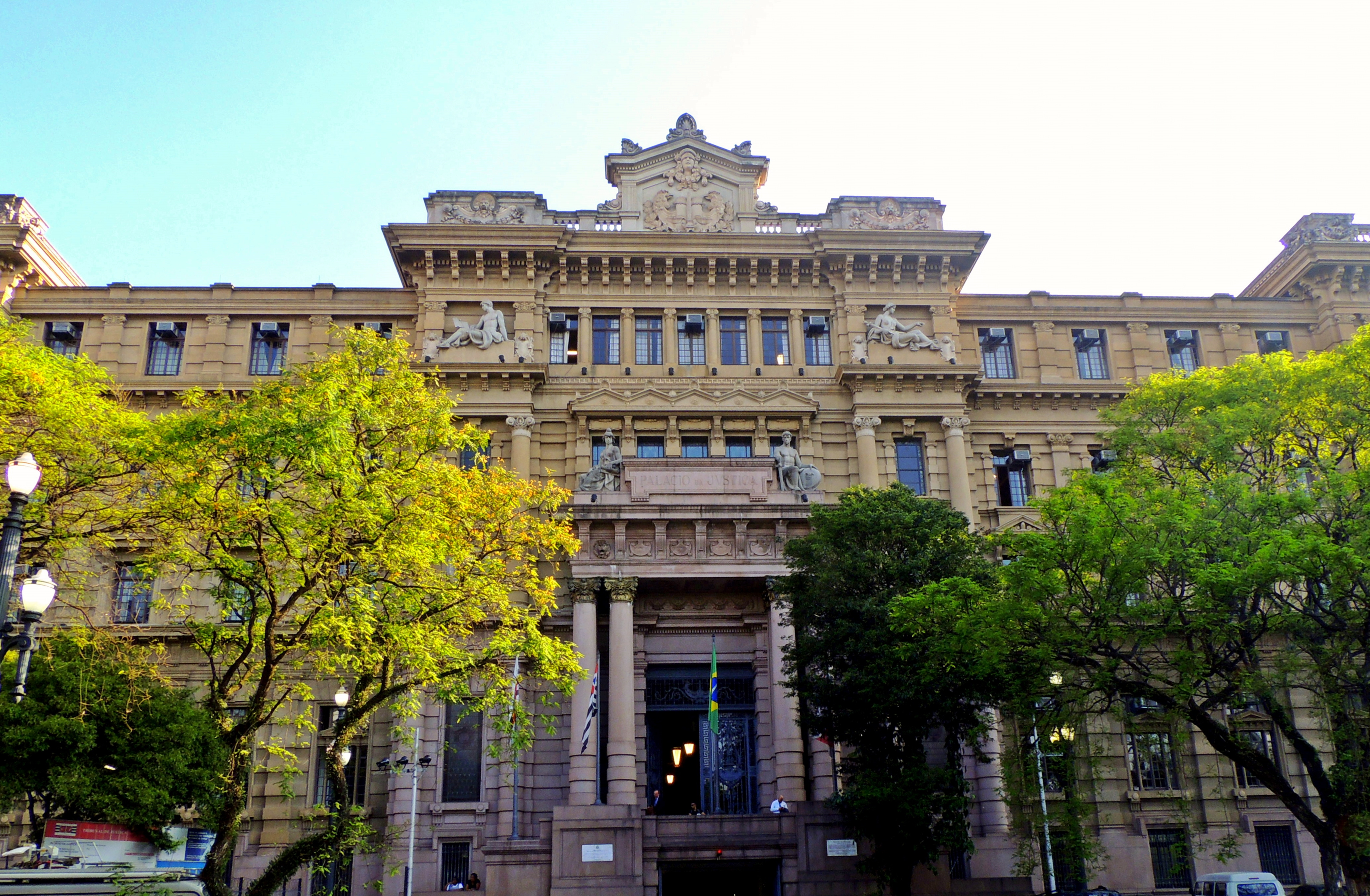
Palácio da Justiça de São Paulo, sede do poder judiciário paulista.

O sistema judiciário na Região Sudeste segue as normas estabelecidas pela Constituição Federal de 1988, com a presença de tribunais estaduais em cada estado, além do Tribunal Regional Federal da 3.ª Região, que abrange São Paulo e Mato Grosso do Sul. O Supremo Tribunal Federal (STF) e o Superior Tribunal de Justiça (STJ) têm jurisdição sobre toda a nação, incluindo a Região Sudeste. A Justiça Eleitoral é uma parte crucial do sistema político, com cada estado da região possuindo tribunais eleitorais responsáveis pela organização das eleições e pela supervisão do processo eleitoral. Os eleitores dessa região têm grande peso no resultado das eleições gerais, com São Paulo sendo o estado que concentra o maior número de eleitores no Brasil, com cerca de 33% do eleitorado nacional.
A Região Sudeste é decisiva nas eleições gerais, com sua alta concentração populacional representando uma parcela significativa do eleitorado brasileiro. São Paulo, como o maior colégio eleitoral do país, influencia diretamente a escolha do presidente do Brasil, senadores e deputados federais. O estado tem, aproximadamente, 33 milhões de eleitores. Rio de Janeiro e Minas Gerais seguem em termos de representatividade política, com o Espírito Santo, embora menor em termos populacionais, desempenhando papel relevante na política regional. Além disso, os estados da região são conhecidos por terem uma diversidade política, com grandes cidades como São Paulo e Rio de Janeiro servindo de berço para diferentes correntes políticas e sociais.

## Subdivisões

### Unidades federativas

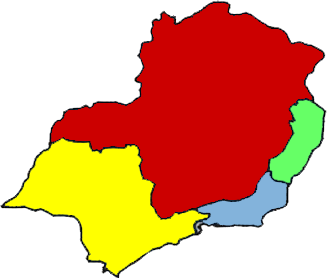
Mapa mudo e colorido da divisão política da região sudeste do Brasil, incluindo os estados de São Paulo (em amarelo), Rio de Janeiro (em azul-bebê), Minas Gerais (em vermelho) e Espírito Santo (em verde-limão).

A região sudeste do Brasil alberga quatro unidades federativas: São Paulo, criado em 1709 e dividido em 645 municípios, Rio de Janeiro, organizado em 1565 e fragmentado em 92 municipalidades, Minas Gerais, fundado em 1720 e subdividido em 853 cidades, e Espírito Santo, instituído em 1535 e partilhado em 78 comunas. Suas capitais, são, nesta ordem, São Paulo, fundada em 1554, Rio de Janeiro, criada em 1565, Belo Horizonte, organizada em 1897, e Vitória, instituída em 1551.
Três dos quatro estados são delimitados pelo oceano Atlântico, entretanto, compartilham fronteiras secas e fluviais com unidades federativas vizinhas como a Bahia, Goiás, Mato Grosso do Sul e o Distrito Federal.
O maior estado em área é Minas Gerais, localizado mais ao norte da região, com 586 513,983 km², e o mais populoso, em 2022, é São Paulo, situado mais ao sul, com 45 973 190 habitantes. O menor em extensão territorial dos estados é o Rio de Janeiro, com 43 750,427 km² e o mais oriental, o Espírito Santo.
São Paulo possui o maior PIB, com R$ 3 130 333 trilhões, depois vem o Rio de Janeiro, com R$ 1 153 512 trilhão. O Espírito Santo é o estado mais pobre da região em PIB, com R$ 186 337 bilhões. O maior PIB per capita é do estado do Rio de Janeiro, com R$ 71 850, depois vem São Paulo, com R$ 70 471. Apesar de ser o menor em PIB per capita, Minas Gerais está dentre os maiores do Brasil nesta questão, com R$ 44 147.
O maior estado em IDH é São Paulo, com 0,806, à frente de Minas Gerais, com 0,774, e do Espírito Santo, com 0,771. Mesmo sendo o estado com a mais baixa qualidade de vida, o Rio de Janeiro está entre os primeiros maiores IDHs do Brasil, com 0,762.

### Regiões geográficas intermediárias e imediatas
| Região geográfica intermediária | Código | Número de municípios | Região geográfica imediata               | Código | Número de municípios |
| ------------------------------- | ------ | -------------------- | ---------------------------------------- | ------ | -------------------- |
| São Paulo                       | 3501   | 50                   | São Paulo                                | 350001 | 39                   |
| São Paulo                       | 3501   | 50                   | Santos                                   | 350002 | 11                   |
| Sorocaba                        | 3502   | 78                   | Sorocaba                                 | 350003 | 22                   |
| Sorocaba                        | 3502   | 78                   | Itapeva                                  | 350004 | 19                   |
| Sorocaba                        | 3502   | 78                   | Registro                                 | 350005 | 13                   |
| Sorocaba                        | 3502   | 78                   | Itapetininga                             | 350006 | 6                    |
| Sorocaba                        | 3502   | 78                   | Avaré                                    | 350007 | 12                   |
| Sorocaba                        | 3502   | 78                   | Tatuí                                    | 350008 | 6                    |
| Bauru                           | 3503   | 48                   | Bauru                                    | 350009 | 19                   |
| Bauru                           | 3503   | 48                   | Jaú                                      | 350010 | 12                   |
| Bauru                           | 3503   | 48                   | Botucatu                                 | 350011 | 9                    |
| Bauru                           | 3503   | 48                   | Lins                                     | 350012 | 8                    |
| Marília                         | 3504   | 54                   | Marília                                  | 350013 | 18                   |
| Marília                         | 3504   | 54                   | Assis                                    | 350014 | 12                   |
| Marília                         | 3504   | 54                   | Ourinhos                                 | 350015 | 11                   |
| Marília                         | 3504   | 54                   | Tupã                                     | 350016 | 8                    |
| Marília                         | 3504   | 54                   | Piraju                                   | 350017 | 5                    |
| Presidente Prudente             | 3505   | 55                   | Presidente Prudente                      | 350018 | 28                   |
| Presidente Prudente             | 3505   | 55                   | Adamantina-Lucélia                       | 350019 | 10                   |
| Presidente Prudente             | 3505   | 55                   | Dracena                                  | 350020 | 12                   |
| Presidente Prudente             | 3505   | 55                   | Presidente Epitácio-Presidente Venceslau | 350021 | 5                    |
| Araçatuba                       | 3506   | 44                   | Araçatuba                                | 350022 | 14                   |
| Araçatuba                       | 3506   | 44                   | Birigui-Penápolis                        | 350023 | 19                   |
| Araçatuba                       | 3506   | 44                   | Andradina                                | 350024 | 11                   |
| São José do Rio Preto           | 3507   | 100                  | São José do Rio Preto                    | 350025 | 36                   |
| São José do Rio Preto           | 3507   | 100                  | Catanduva                                | 350026 | 16                   |
| São José do Rio Preto           | 3507   | 100                  | Votuporanga                              | 350027 | 12                   |
| São José do Rio Preto           | 3507   | 100                  | Jales                                    | 350028 | 18                   |
| São José do Rio Preto           | 3507   | 100                  | Fernandópolis                            | 350029 | 11                   |
| São José do Rio Preto           | 3507   | 100                  | Santa Fé do Sul                          | 350030 | 7                    |
| Ribeirão Preto                  | 3508   | 64                   | Ribeirão Preto                           | 350031 | 26                   |
| Ribeirão Preto                  | 3508   | 64                   | Barretos                                 | 350032 | 16                   |
| Ribeirão Preto                  | 3508   | 64                   | Franca                                   | 350033 | 10                   |
| Ribeirão Preto                  | 3508   | 64                   | São Joaquim da Barra-Orlândia            | 350034 | 6                    |
| Ribeirão Preto                  | 3508   | 64                   | Ituverava                                | 350035 | 6                    |
| Araraquara                      | 3509   | 26                   | Araraquara                               | 350036 | 17                   |
| Araraquara                      | 3509   | 26                   | São Carlos                               | 350037 | 9                    |
| Campinas                        | 3510   | 87                   | Campinas                                 | 350038 | 18                   |
| Campinas                        | 3510   | 87                   | Jundiaí                                  | 350039 | 9                    |
| Campinas                        | 3510   | 87                   | Piracicaba                               | 350040 | 11                   |
| Campinas                        | 3510   | 87                   | Bragança Paulista                        | 350041 | 11                   |
| Campinas                        | 3510   | 87                   | Limeira                                  | 350042 | 4                    |
| Campinas                        | 3510   | 87                   | Mogi Guaçu                               | 350043 | 4                    |
| Campinas                        | 3510   | 87                   | São João da Boa Vista                    | 350044 | 9                    |
| Campinas                        | 3510   | 87                   | Araras                                   | 350045 | 4                    |
| Campinas                        | 3510   | 87                   | Rio Claro                                | 350046 | 5                    |
| Campinas                        | 3510   | 87                   | São José do Rio Pardo-Mococa             | 350047 | 7                    |
| Campinas                        | 3510   | 87                   | Amparo                                   | 350048 | 5                    |
| São José dos Campos             | 3511   | 39                   | São José dos Campos                      | 350049 | 8                    |
| São José dos Campos             | 3511   | 39                   | Taubaté-Pindamonhangaba                  | 350050 | 10                   |
| São José dos Campos             | 3511   | 39                   | Caraguatatuba-Ubatuba-São Sebastião      | 350051 | 4                    |
| São José dos Campos             | 3511   | 39                   | Guaratinguetá                            | 350052 | 8                    |
| São José dos Campos             | 3511   | 39                   | Cruzeiro                                 | 350053 | 9                    |

| Região geográfica intermediária | Código | Número de municípios | Regiões geográficas imediatas | Código | Número de municípios |
| ------------------------------- | ------ | -------------------- | ----------------------------- | ------ | -------------------- |
| Rio de Janeiro                  | 3301   | 26                   | Rio de Janeiro                | 330001 | 21                   |
| Rio de Janeiro                  | 3301   | 26                   | Angra dos Reis                | 330002 | 2                    |
| Rio de Janeiro                  | 3301   | 26                   | Rio Bonito                    | 330003 | 3                    |
| Volta Redonda-Barra Mansa       | 3302   | 17                   | Volta Redonda-Barra Mansa     | 330004 | 8                    |
| Volta Redonda-Barra Mansa       | 3302   | 17                   | Resende                       | 330005 | 4                    |
| Volta Redonda-Barra Mansa       | 3302   | 17                   | Valença                       | 330006 | 5                    |
| Petrópolis                      | 3303   | 19                   | Petrópolis                    | 330007 | 4                    |
| Petrópolis                      | 3303   | 19                   | Nova Friburgo                 | 330008 | 11                   |
| Petrópolis                      | 3303   | 19                   | Três Rios-Paraíba do Sul      | 330009 | 4                    |
| Campos dos Goytacazes           | 3304   | 18                   | Campos dos Goytacazes         | 330010 | 6                    |
| Campos dos Goytacazes           | 3304   | 18                   | Itaperuna                     | 330011 | 7                    |
| Campos dos Goytacazes           | 3304   | 18                   | Santo Antônio de Pádua        | 330012 | 5                    |
| Macaé-Rio das Ostras-Cabo Frio  | 3305   | 12                   | Cabo Frio                     | 330013 | 6                    |
| Macaé-Rio das Ostras-Cabo Frio  | 3305   | 12                   | Macaé-Rio das Ostras          | 330014 | 6                    |

| Região geográfica intermediária | Código | Número de municípios | Região geográfica imediata | Código | Número de municípios |
| ------------------------------- | ------ | -------------------- | -------------------------- | ------ | -------------------- |
| Belo Horizonte                  | 3101   | 74                   | Belo Horizonte             | 310001 | 29                   |
| Belo Horizonte                  | 3101   | 74                   | Sete Lagoas                | 310002 | 19                   |
| Belo Horizonte                  | 3101   | 74                   | Santa Bárbara-Ouro Preto   | 310003 | 6                    |
| Belo Horizonte                  | 3101   | 74                   | Curvelo                    | 310004 | 11                   |
| Belo Horizonte                  | 3101   | 74                   | Itabira                    | 310005 | 9                    |
| Montes Claros                   | 3102   | 86                   | Montes Claros              | 310006 | 32                   |
| Montes Claros                   | 3102   | 86                   | Janaúba                    | 310007 | 11                   |
| Montes Claros                   | 3102   | 86                   | Salinas                    | 310008 | 14                   |
| Montes Claros                   | 3102   | 86                   | Januária                   | 310009 | 8                    |
| Montes Claros                   | 3102   | 86                   | Pirapora                   | 310010 | 7                    |
| Montes Claros                   | 3102   | 86                   | São Francisco              | 310011 | 6                    |
| Montes Claros                   | 3102   | 86                   | Espinosa                   | 310012 | 8                    |
| Teófilo Otoni                   | 3103   | 86                   | Teófilo Otoni              | 310013 | 27                   |
| Teófilo Otoni                   | 3103   | 86                   | Capelinha                  | 310014 | 10                   |
| Teófilo Otoni                   | 3103   | 86                   | Almenara                   | 310015 | 14                   |
| Teófilo Otoni                   | 3103   | 86                   | Diamantina                 | 310016 | 13                   |
| Teófilo Otoni                   | 3103   | 86                   | Araçuaí                    | 310017 | 8                    |
| Teófilo Otoni                   | 3103   | 86                   | Pedra Azul                 | 310018 | 7                    |
| Teófilo Otoni                   | 3103   | 86                   | Águas Formosas             | 310019 | 7                    |
| Governador Valadares            | 3104   | 58                   | Governador Valadares       | 310020 | 26                   |
| Governador Valadares            | 3104   | 58                   | Guanhães                   | 310021 | 20                   |
| Governador Valadares            | 3104   | 58                   | Mantena                    | 310022 | 7                    |
| Governador Valadares            | 3104   | 58                   | Aimorés-Resplendor         | 310023 | 5                    |
| Ipatinga                        | 3105   | 44                   | Ipatinga                   | 310024 | 22                   |
| Ipatinga                        | 3105   | 44                   | Caratinga                  | 310025 | 16                   |
| Ipatinga                        | 3105   | 44                   | João Monlevade             | 310026 | 6                    |
| Juiz de Fora                    | 3106   | 146                  | Juiz de Fora               | 310027 | 29                   |
| Juiz de Fora                    | 3106   | 146                  | Manhuaçu                   | 310028 | 24                   |
| Juiz de Fora                    | 3106   | 146                  | Ubá                        | 310029 | 17                   |
| Juiz de Fora                    | 3106   | 146                  | Ponte Nova                 | 310030 | 19                   |
| Juiz de Fora                    | 3106   | 146                  | Muriaé                     | 310031 | 12                   |
| Juiz de Fora                    | 3106   | 146                  | Cataguases                 | 310032 | 10                   |
| Juiz de Fora                    | 3106   | 146                  | Viçosa                     | 310033 | 12                   |
| Juiz de Fora                    | 3106   | 146                  | Carangola                  | 310034 | 9                    |
| Juiz de Fora                    | 3106   | 146                  | São João Nepomuceno-Bicas  | 310035 | 9                    |
| Juiz de Fora                    | 3106   | 146                  | Além Paraíba               | 310036 | 5                    |
| Barbacena                       | 3107   | 49                   | Barbacena                  | 310037 | 14                   |
| Barbacena                       | 3107   | 49                   | Conselheiro Lafaiete       | 310038 | 21                   |
| Barbacena                       | 3107   | 49                   | São João del Rei           | 310039 | 14                   |
| Varginha                        | 3108   | 82                   | Varginha                   | 310040 | 5                    |
| Varginha                        | 3108   | 82                   | Passos                     | 310041 | 15                   |
| Varginha                        | 3108   | 82                   | Alfenas                    | 310042 | 13                   |
| Varginha                        | 3108   | 82                   | Lavras                     | 310043 | 14                   |
| Varginha                        | 3108   | 82                   | Guaxupé                    | 310044 | 9                    |
| Varginha                        | 3108   | 82                   | Três Corações              | 310045 | 6                    |
| Varginha                        | 3108   | 82                   | Três Pontas-Boa Esperança  | 310046 | 5                    |
| Varginha                        | 3108   | 82                   | São Sebastião do Paraíso   | 310047 | 5                    |
| Varginha                        | 3108   | 82                   | Campo Belo                 | 310048 | 5                    |
| Varginha                        | 3108   | 82                   | Piumhi                     | 310049 | 5                    |
| Pouso Alegre                    | 3109   | 80                   | Pouso Alegre               | 310050 | 34                   |
| Pouso Alegre                    | 3109   | 80                   | Poços de Caldas            | 310051 | 8                    |
| Pouso Alegre                    | 3109   | 80                   | Itajubá                    | 310052 | 14                   |
| Pouso Alegre                    | 3109   | 80                   | São Lourenço               | 310053 | 16                   |
| Pouso Alegre                    | 3109   | 80                   | Caxambu-Baependi           | 310054 | 8                    |
| Uberaba                         | 3110   | 29                   | Uberaba                    | 310055 | 10                   |
| Uberaba                         | 3110   | 29                   | Araxá                      | 310056 | 8                    |
| Uberaba                         | 3110   | 29                   | Frutal                     | 310057 | 6                    |
| Uberaba                         | 3110   | 29                   | Iturama                    | 310058 | 5                    |
| Uberlândia                      | 3111   | 24                   | Uberlândia                 | 310059 | 11                   |
| Uberlândia                      | 3111   | 24                   | Ituiutaba                  | 310060 | 6                    |
| Uberlândia                      | 3111   | 24                   | Monte Carmelo              | 310061 | 7                    |
| Patos de Minas                  | 3112   | 34                   | Patos de Minas             | 310062 | 18                   |
| Patos de Minas                  | 3112   | 34                   | Unaí                       | 310063 | 11                   |
| Patos de Minas                  | 3112   | 34                   | Patrocínio                 | 310064 | 5                    |
| Divinópolis                     | 3113   | 61                   | Divinópolis                | 310065 | 20                   |
| Divinópolis                     | 3113   | 61                   | Formiga                    | 310066 | 10                   |
| Divinópolis                     | 3113   | 61                   | Dores do Indaiá            | 310067 | 9                    |
| Divinópolis                     | 3113   | 61                   | Pará de Minas              | 310068 | 7                    |
| Divinópolis                     | 3113   | 61                   | Oliveira                   | 310069 | 10                   |
| Divinópolis                     | 3113   | 61                   | Abaeté                     | 310070 | 5                    |

| Região geográfica intermediária | Código | Número de municípios | Regiões geográficas imediatas                                | Código | Número de municípios |
| ------------------------------- | ------ | -------------------- | ------------------------------------------------------------ | ------ | -------------------- |
| Vitória                         | 3201   | 21                   | Vitória                                                      | 320001 | 10                   |
| Vitória                         | 3201   | 21                   | Afonso Cláudio-Venda Nova do Imigrante-Santa Maria de Jetibá | 320002 | 11                   |
| São Mateus                      | 3201   | 15                   | São Mateus                                                   | 320003 | 9                    |
| São Mateus                      | 3201   | 15                   | Linhares                                                     | 320004 | 6                    |
| Colatina                        | 3203   | 18                   | Colatina                                                     | 320005 | 13                   |
| Colatina                        | 3203   | 18                   | Nova Venécia                                                 | 320006 | 5                    |
| Cachoeiro de Itapemirim         | 3204   | 24                   | Cachoeiro de Itapemirim                                      | 320007 | 12                   |
| Cachoeiro de Itapemirim         | 3204   | 24                   | Alegre                                                       | 320008 | 12                   |

## Economia
A expansão econômica do sudeste do Brasil se encontra associada a uma série de razões que possibilitaram principalmente esta região, em relação às demais do país sul-americano. Dentre estes motivos, sobressaem:
- O escoamento do café cultivado na região favoreceu, no decorrer de décadas (cerca de 1880 a 1950), o acúmulo de capitais.
- As fontes de renda associadas à produção cafeeira trouxeram agrupamentos de imigrantes, colocaram inúmeros trabalhadores na região.
- A existência de recursos e de operários favoreceram a construção de estradas de ferro e, posteriormente, de caminhos de rodagem por aproximadamente todo o estado de São Paulo, assim como o aparato para escoamento dos portos do Rio de Janeiro e de Santos.
- A geomorfologia e os rios da região possibilitaram a produção de hidreletricidade.
- Minas Gerais abriga uma das maiores minas de manganês e ferro, matérias-primas importantes para a instalação de uma robusta indústria pesada.
- As duas guerras mundiais (1914–1918 e 1939–1945) proporcionaram a instalação de fábricas no Brasil, o qual possuía incapacidade de comprar de certas nações em conflito. Deste modo, expandiu-se de maneira mais interna, a fabricação de produtos anteriormente comprados do estrangeiro, organizando-se enorme desenvolvimento das fábricas brasileiras.

É importante ressalvar que todas as razões se encontram interconectadas; a existência de um possibilita a expansão de outro. Por exemplo, a importante potencialidade humana e o progresso agrário e fabril do sudeste garantem um grande mercado consumidor para a produção regional. Estes motivos, associados a outros, são responsáveis por um desenvolvimento econômico muito maior em relação ao resto do Brasil.
Mas a expansão agrícola, pecuária e fabril da região sudeste não é invariável: tal como ocorre com a divisão demográfica, as fontes de renda oscilam bastante de estado para estado, existindo maior quantidade de fábricas e pessoas na porção meridional da regiãio, mormente no decorrer da costa.

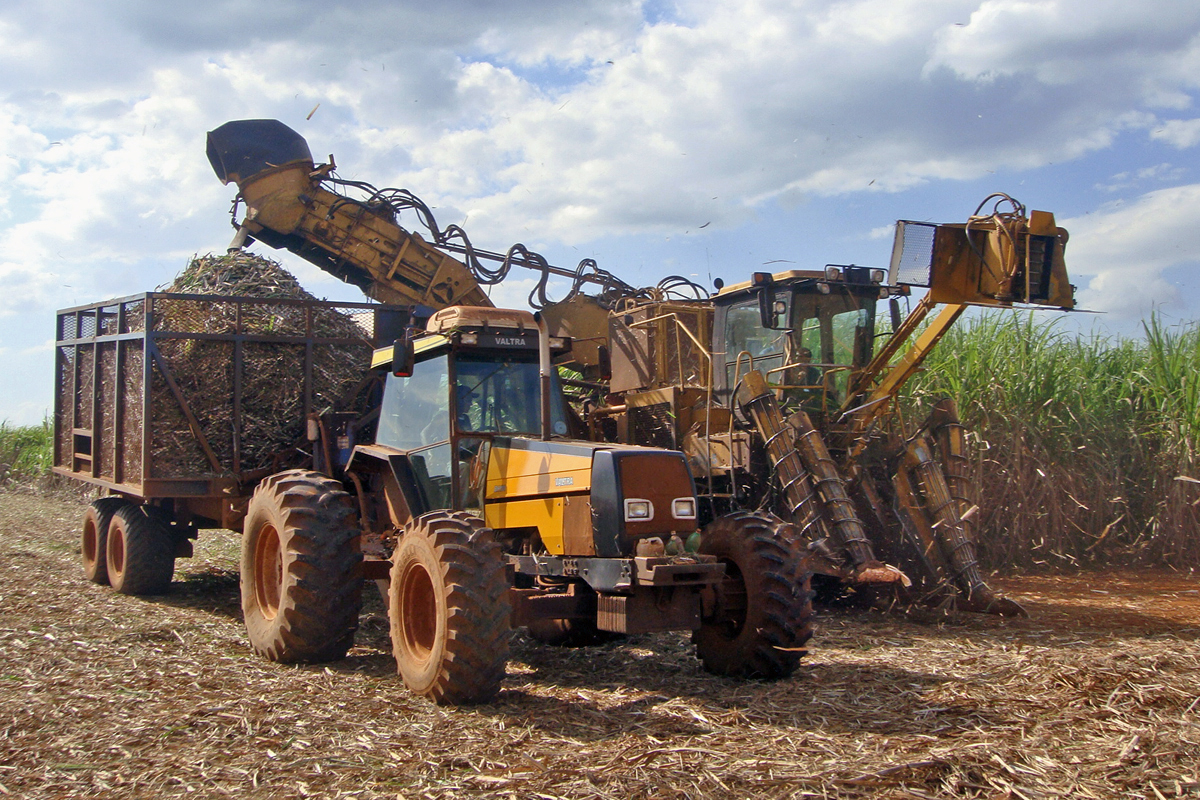
Colheitadeiras em um campo de cana-de-açúcar em Piracicaba, São Paulo.

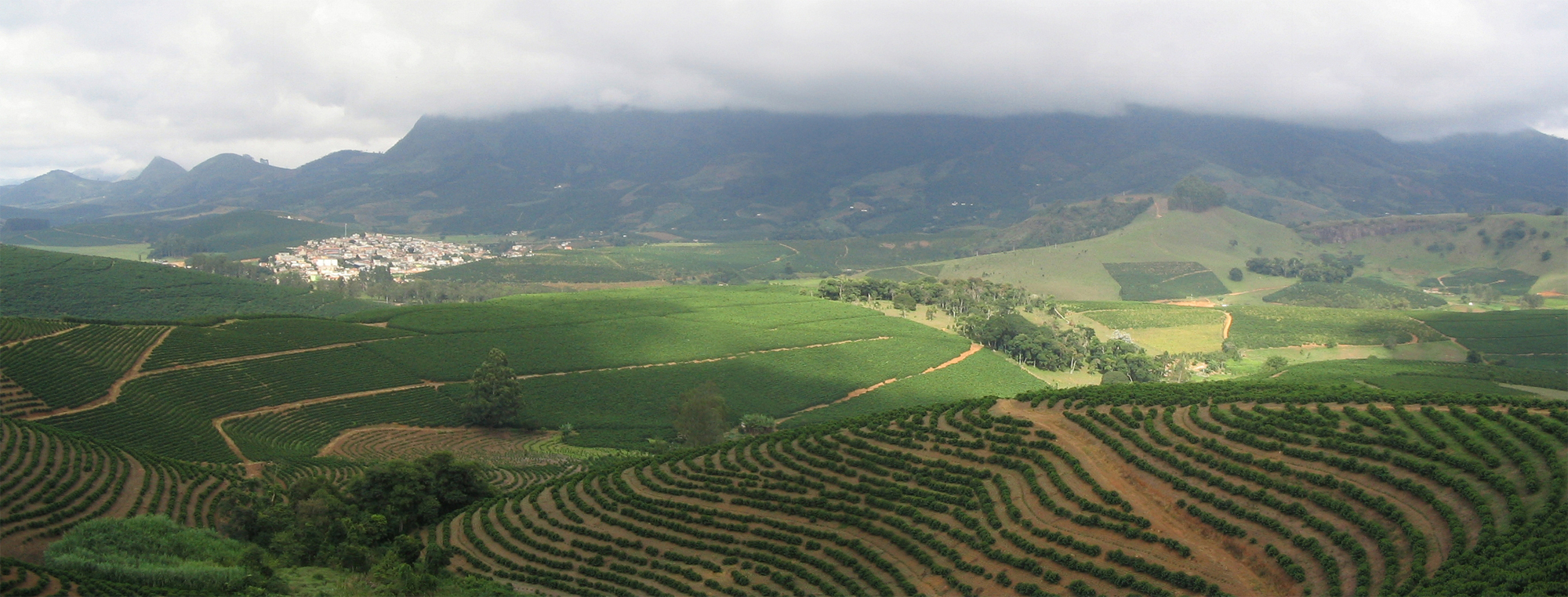
Plantação de café em São João do Manhuaçu, interior de Minas Gerais.

### Setor primário

#### Agricultura e pecuária
Os setores agrícola e pecuário se mostram bastante expandidos e muito variegados, apesar do café haver sido a força primeira da colonização do estado de São Paulo e de sua enorme expansão econômica, seu plantio tem se diminuído cada vez mais e, hoje, alterna-se com demais cultivos ou era completamente sucedido.

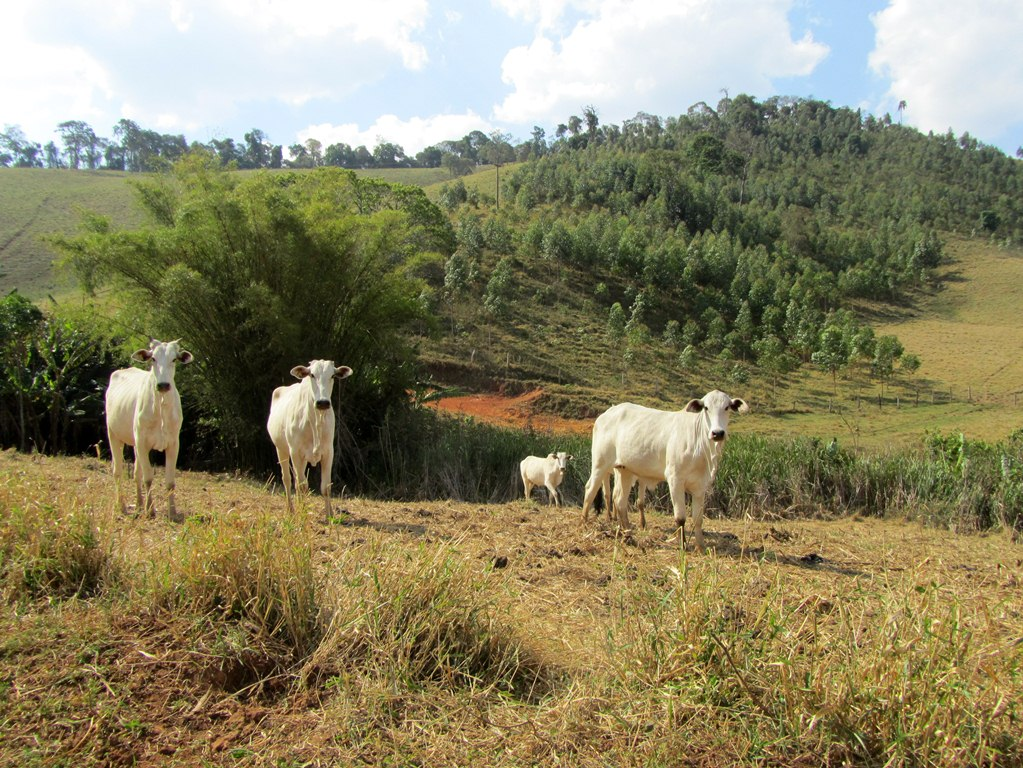
Gado bovino em Minas Gerais.

Sobressaem, na produção agrária da região, a soja, a laranja e a cana-de-açúcar. O Sudeste responde por boa parte do cultivo de cana-de-açúcar do Brasil, centralizada na Baixada Fluminense, na Zona da Mata mineira e no estado de São Paulo. Já o plantio da soja possui maior desenvolvimento, porque ela é bastante usada nas fábricas de rações e óleos, sendo uma boa parte escoada. Em sua grande parte reservado à produção industrial e à venda externa de suco, o cultivo de laranjas é feito especialmente no estado de São Paulo. Além destes, são riquezas de grande relevância na produção agrícola do sudeste do Brasil o milho, o algodão, a mamona, o amendoim e o arroz, etc.
A pecuária também possui enorme importância na região, sendo sua criação de gado bovino a segunda maior do país. O enorme beneficiamento de carne suína e bovina possibilita a implantação e a expansão de abatedouros e fábricas de produtos derivados do leite. A avicultura e a produção de ovos são as mais expressivas do Brasil, centralizando-se no estado de São Paulo.

#### Mineração

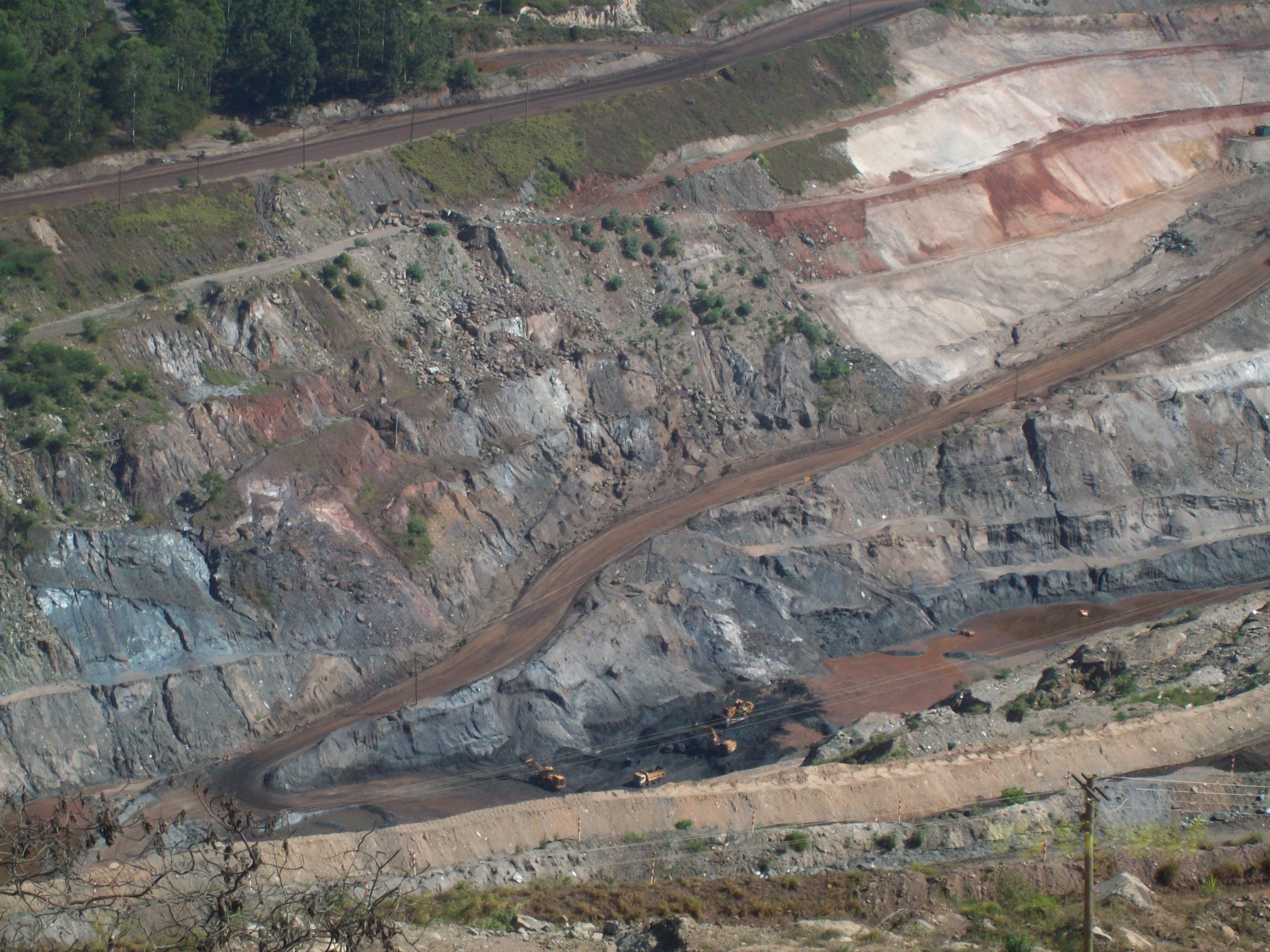
Mina de ferro da Vale S.A em Itabira, Minas Gerais.

Na extração mineral, em 2017, Minas Gerais era o maior extrator do país de minério de ferro (277 milhões de toneladas no preço de R$ 37,2 bilhões), ouro (29,3 toneladas em R$ 3,6 bilhões), zinco (400 mil toneladas em R$ 351 milhões) e nióbio (no formato de cloridrato) (131 mil toneladas em R$ 254 milhões). Ademaiz, Minas fora o segundo maior exploradoer de alumínio (bauxita) (1,47 milhão de toneladas em R$ 105 milhões), terceiro de manganês (296 mil toneladas em de R$ 32 milhões) e 5º de estanho (206 toneladas em R$ 4,7 milhões). Minas Gerais possui 47,19% do valor da extração de minerais vendida no Brasil (primeiro lugar), com R$ 41,7 bilhões.  O estado detém a maior extração do país de várias pedras preciosas. Na água-marinha, Minas Gerais extrai as pedras mais valiosas do mundo. No diamante, o Brasil foi o maior explorador mundial de diamantes entre 1730 e 1870: a mineração aconteceu primeiramente na Serra da Canastra, região de Diamantina, vindo a diminuir o valor da pedra internacionalmente pela extração em demasia. Minas Gerais continua produzindo diamantes, além de possuir extrações maiores ou menores de ágata, esmeralda, granada, jaspe e safira. Topázio e turmalina sobressaem. No topázio, o Brasil tem a variedade mais reluzente do mundo, o topázio imperial, extraído somente em Ouro Preto. Ademais, o país é o maior extrator de topázio do mundo. É ainda um dos maiores exploradores de turmalinas do planeta.
Ainda tem extração de grafita, em Salto da Divisa, Minas Gerais; aglomerados, no Rio de Janeiro e em São Paulo, e pedras ornamentais, no Espírito Santo.

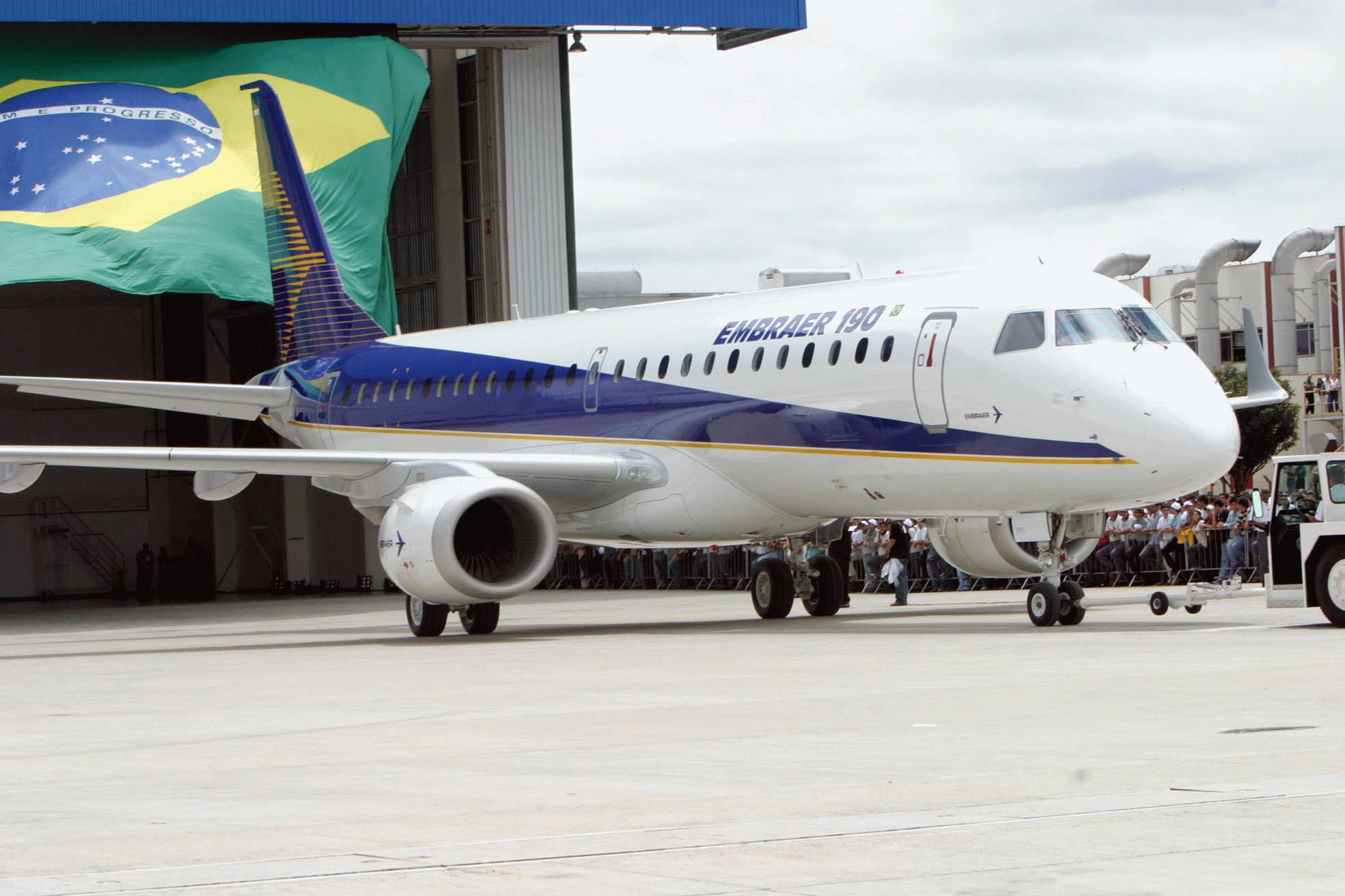
Embraer E-190, jato desenvolvido pela empresa Embraer que está sediada em São José dos Campos, interior paulista.

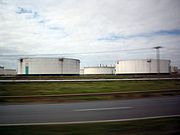
REPLAN, a maior refinaria em produção de petróleo da Petrobrás, localizada em Paulínia, estado de São Paulo.

### Setor secundário

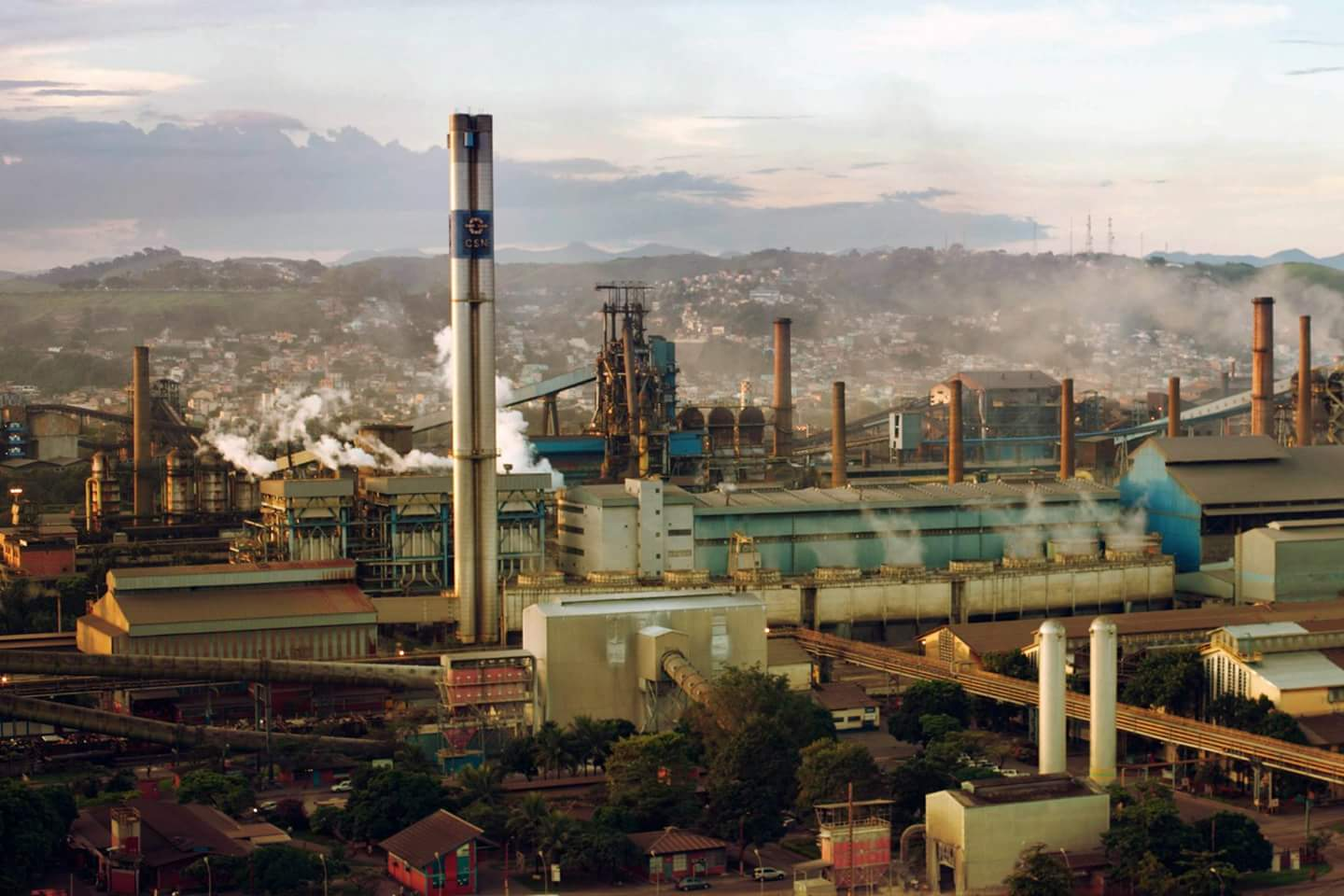
CSN, em Volta Redonda, Rio de Janeiro.

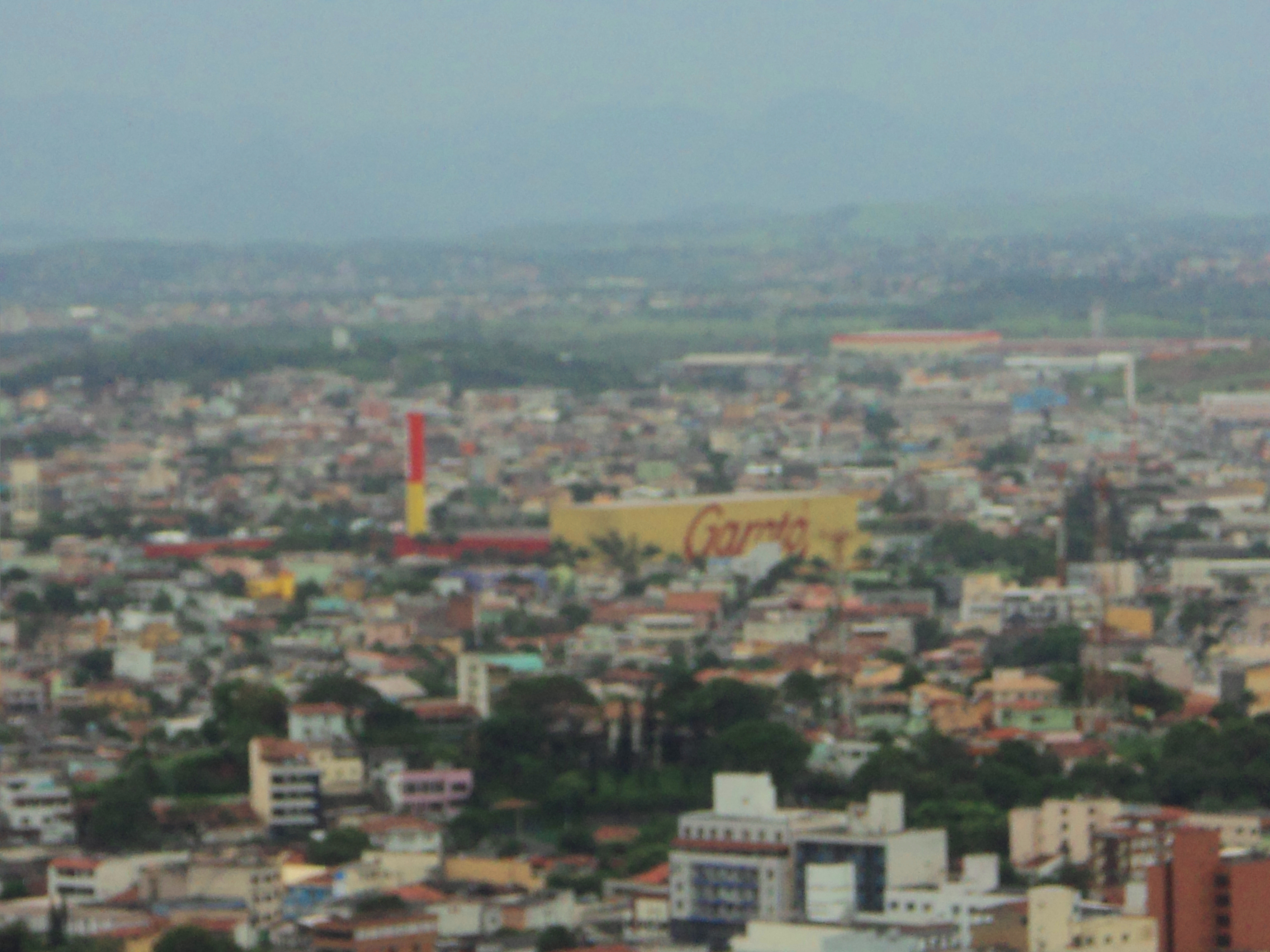
Chocolates Garoto em Vila Velha, Espírito Santo.

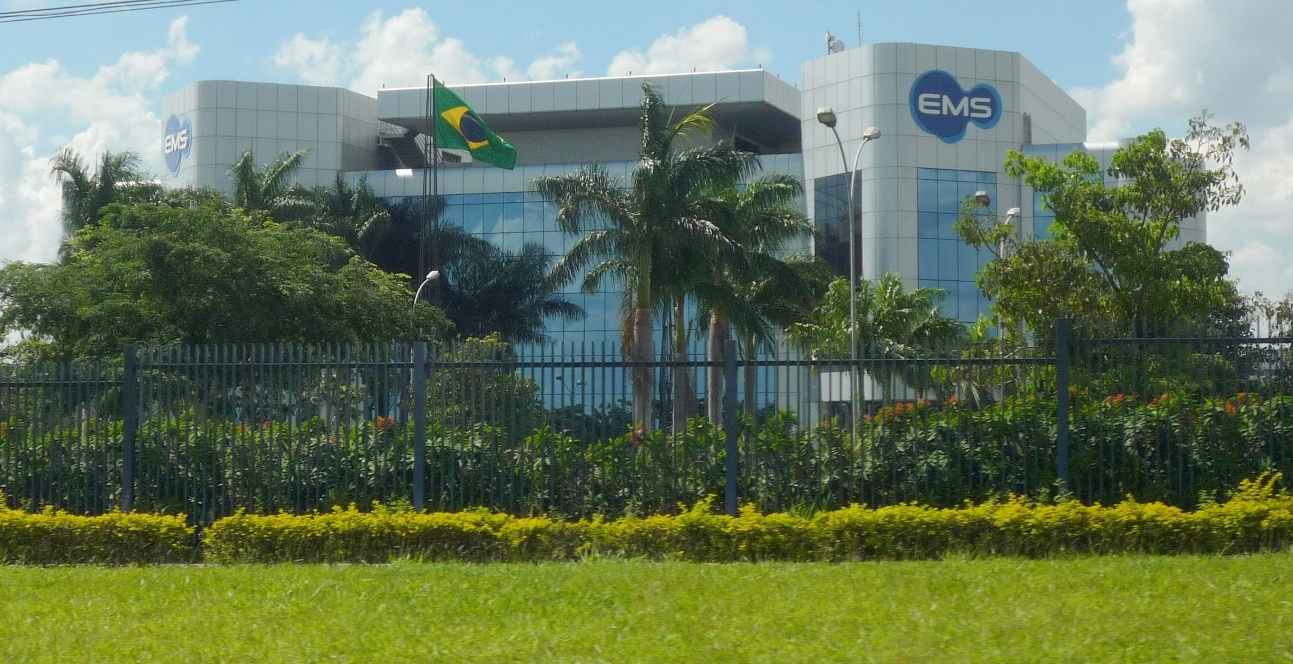
Sede da EMS em Hortolândia, São Paulo.

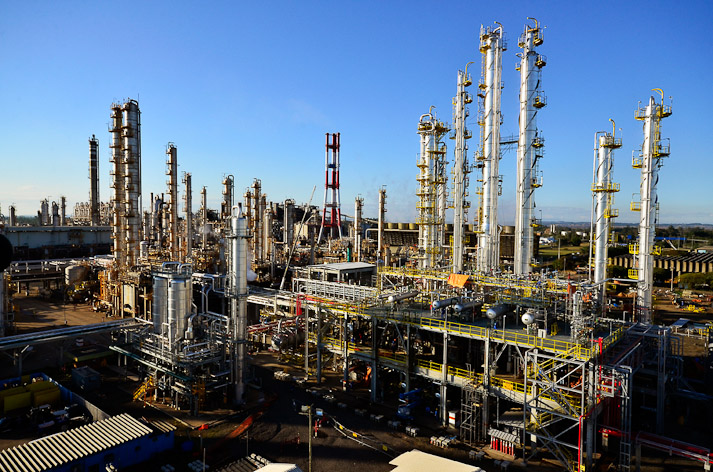
Indústria química Braskem no estado de São Paulo.

Nas regiões metropolitanas do sudeste do Brasil – São Paulo, Rio de Janeiro e Belo Horizonte – centralizam-se os maiores complexos industriais da América Latina. Estas zonas urbanas, no entanto, apresentam grande diferença entre setores bastante expandidos e outros com aspectos de miséria extrema, como cortiços, favelas e casebres de madeira.
Também todo o sudeste do Brasil compreende regiões com aspectos ambientais e econômicos caracterizadamente distintos entre si.

#### Regiões metropolitanas
Com enorme número de fábricas e de municípios, comportam cerca de 50% da população da região.
- O centro industrial paulista sobressai pela imensa concentração de trabalhadores e unidades fabris, principalmente têxteis, farmacêuticos e de produtos químicos, além de alimentares, metalúrgicos, mecânicos e de indústria automotiva, no ABCD paulista.[89]

Deste centro, a atividade fabril se expandiu por determinados eixos ferroviários e rodoviários, como, por exemplo, o vale do Paraíba e das baixadas Santista e Fluminense, além do eixo da via Anhanguera e numerosos outros. Campinas é a enorme importância do setor fabril paulista atualmente. As 90 municipalidades de sua região administrativa já são o terceiro maior parque fabril do Brasil, perdendo apenas para as regiões metropolitanas de São Paulo e do Rio de Janeiro.
- Na Região Metropolitana do Rio de Janeiro, possuem maior relevância as fábricas de tecidos, principalmente as de biquínis, maiôs e sungas, e, depois, as de alimentos, medicamentos, combustíveis e navios. Podem ser mencionadas as refinarias de petróleo de Manguinhos e Duque de Caxias, assim como a Companhia Siderúrgica Nacional (desestatizada em 1993), em Volta Redonda, e as usinas nucleares, em Angra dos Reis.[89]
- O núcleo fabril da Grande Belo Horizonte tende a se basear na área da siderurgia, principalmente em consequência das reservas de manganês e ferro de Minas Gerais e da enorme potencialidade hidrelétrica de todo o sudeste do Brasil. Boa parte dessa extração é conduzida por intermédio da Estrada de Ferro Vitória-Minas e escoada por meio dos portos de Tubarão e Vitória, no Espírito Santo.[89]

Além do parque fabril formado pelas três regiões metropolitanas, são núcleos manufatureiros principais no sudeste: Sorocaba, Jundiaí, Piracicaba, Santos e a “corrente” industrial do vale do Paraíba, cujo município mais populoso é São José dos Campos.
- Serras e planaltos do sudeste: ex-região produtora de café, esta área é hoje uma grande zona de pecuária leiteira e de plantios agrários variegados. Na municipalidade de Campos de Goytacazes–RJ, a economia está centralizada na canavicultura e na extração de petróleo da plataforma continental. Além de Campos de Goytacazes, sobressaem os municípios de Juiz de Fora–MG e Vitória–ES.[89]
- Sul de Minas Gerais: as reduzidas fazendas possibilitam a policultura, a suinocultura e a produção de gado de leite. A fábrica de laticínios é a maior nesta região. Poços de Caldas é o município mais populoso do sul mineiro.[89]
- Triângulo Mineiro: é uma conhecida região agropecuária do Brasil, sobressaindo a criação de gado; hoje, o café está sendo plantado com muito sucesso. Os mais importantes pólos fabris são Uberaba e Uberlândia.[89]
- Centro-oeste paulista: esta região se define por expandir a agricultura mais fértil do Brasil (técnicas inovadoras de adubação, utilização de maquinaria agrária, irrigação, etc.), em boa parte reservada à produção fabril. O cultivo é extremamente diversificado, malgrado a prevalência da laranja e cana-de-açúcar. A criação de gado também se expande com sucesso na porção ocidental do estado de São Paulo. Os principais núcleos fabris são São José do Rio Preto e Ribeirão Preto.[89]
- Vale da Ribeira: é a região mais subdesenvolvida do todo o estado de São Paulo. Sobressai somente devido à cultura de chá e banana, na agricultura, e em função de determinadas fábricas de produtos alimentícios (pesca, por exemplo). Registro é o município mais populoso da região.
- Extremo norte: área de passagem para o nordeste semiárido, esta zona do sudeste é o mais subdesenvolvido economicamente, sobressaindo a criação extensiva de gado e a plantação de algodão. O município mais populoso da região é Montes Claros.[89]

### Setor terciário

#### Turismo

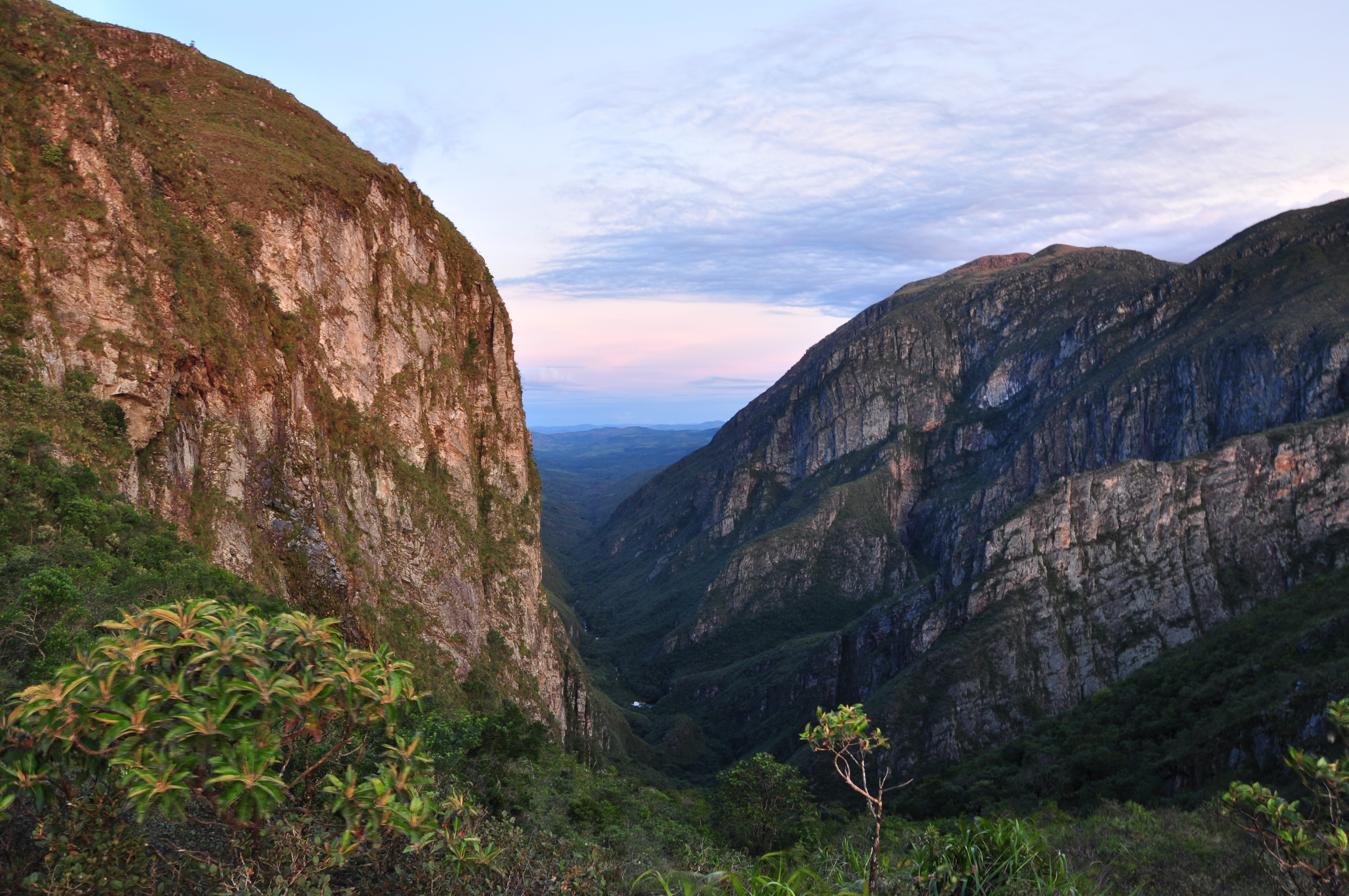
Pôr do sol no Vale do Travessão, Parque Nacional da Serra do Cipó em Minas Gerais.

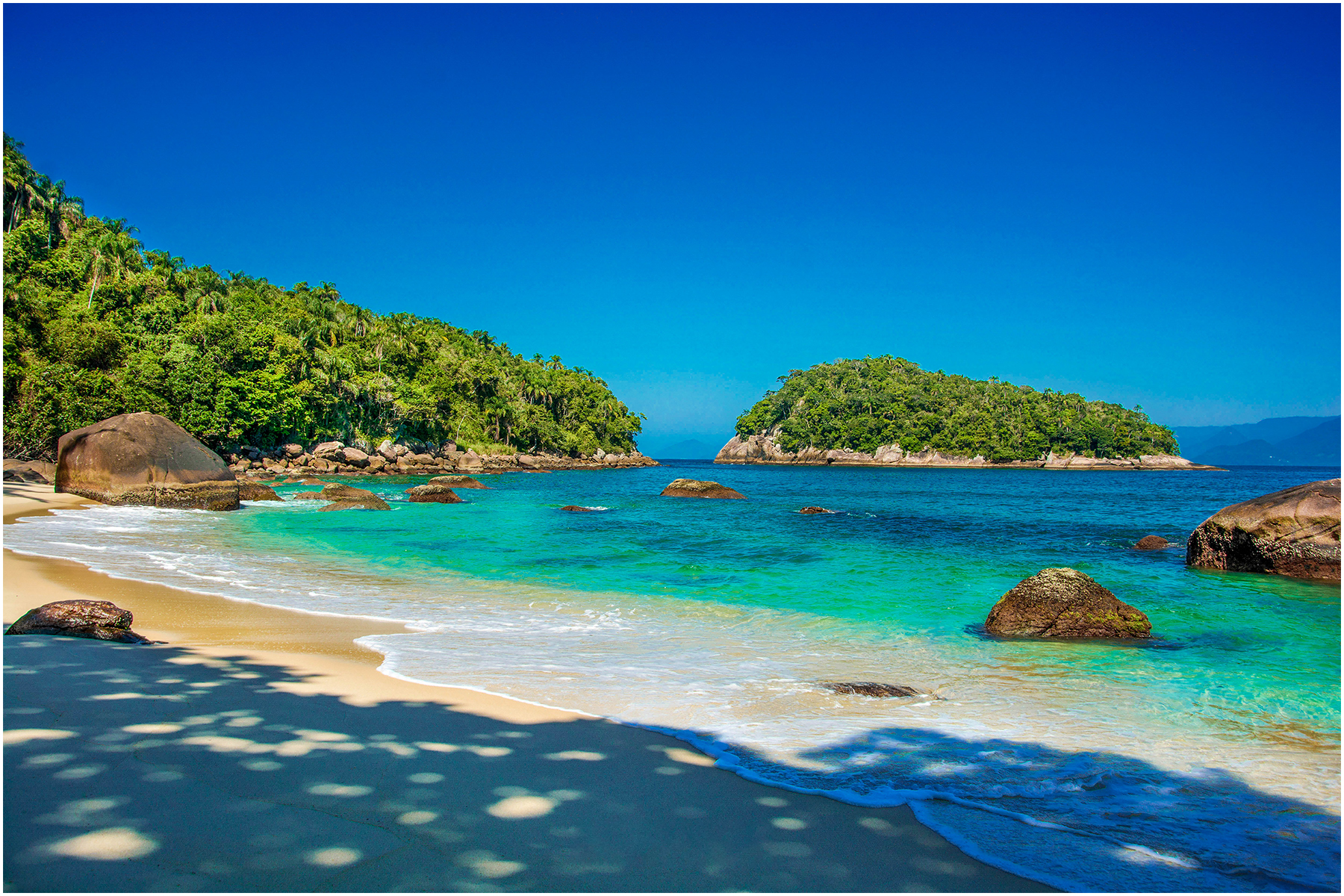
Ilha das Couves, em Ubatuba, São Paulo, considerada um das ilhas mais bonitas do Brasil.

São Paulo e Rio de Janeiro comandam o turismo brasileiro, de negócios e de lazer, nessa ordem, com a entrada inicial direta de cerca de 452 mil e mais de 181 mil turistas em cada um em 2012. Em 2018, a Região Sudeste do Brasil foi responsável por 54,8% do total de passageiros embarcados e desembarcados no país. Considerando que, nesse ano, o movimento total de passageiros nos principais aeroportos brasileiros somou 206.880.245,  isso representa aproximadamente 113.400.000 passageiros movimentados na Região Sudeste. É importante notar que esses números incluem tanto embarques quanto desembarques, em voos domésticos e internacionais. Além disso, a região concentrou 52,6% dos pousos e decolagens de aeronaves no país durante o mesmo período.

O Sudeste compreende alguns dos mais importantes patrimônios naturais e históricos do Brasil, como o Cristo Redentor e o Pão de Açúcar, no Rio de Janeiro. Em São Paulo, entre os atrativos estão Campos do Jordão, estância de inverno no conjunto montanhoso da serra da Mantiqueira, praias na costa setentrional e reservas ecológicas na porção meridional, com praias silvestres e grutas. Em Minas Gerais, sobressai o turismo ambiental, como o Parque Estadual de Ibitipoca e na serra do Cipó, além de cidades históricas do ciclo do ouro, dentre elas se encontram Ouro Preto, o Centro Histórico de Diamantina, patrimônios naturais e históricos da humanidade, e Tiradentes. O Espírito Santo é principalmente visitado pelas praias de Guarapari e Anchieta e pelas serras e montanhas.

## Infraestrutura

### Saúde

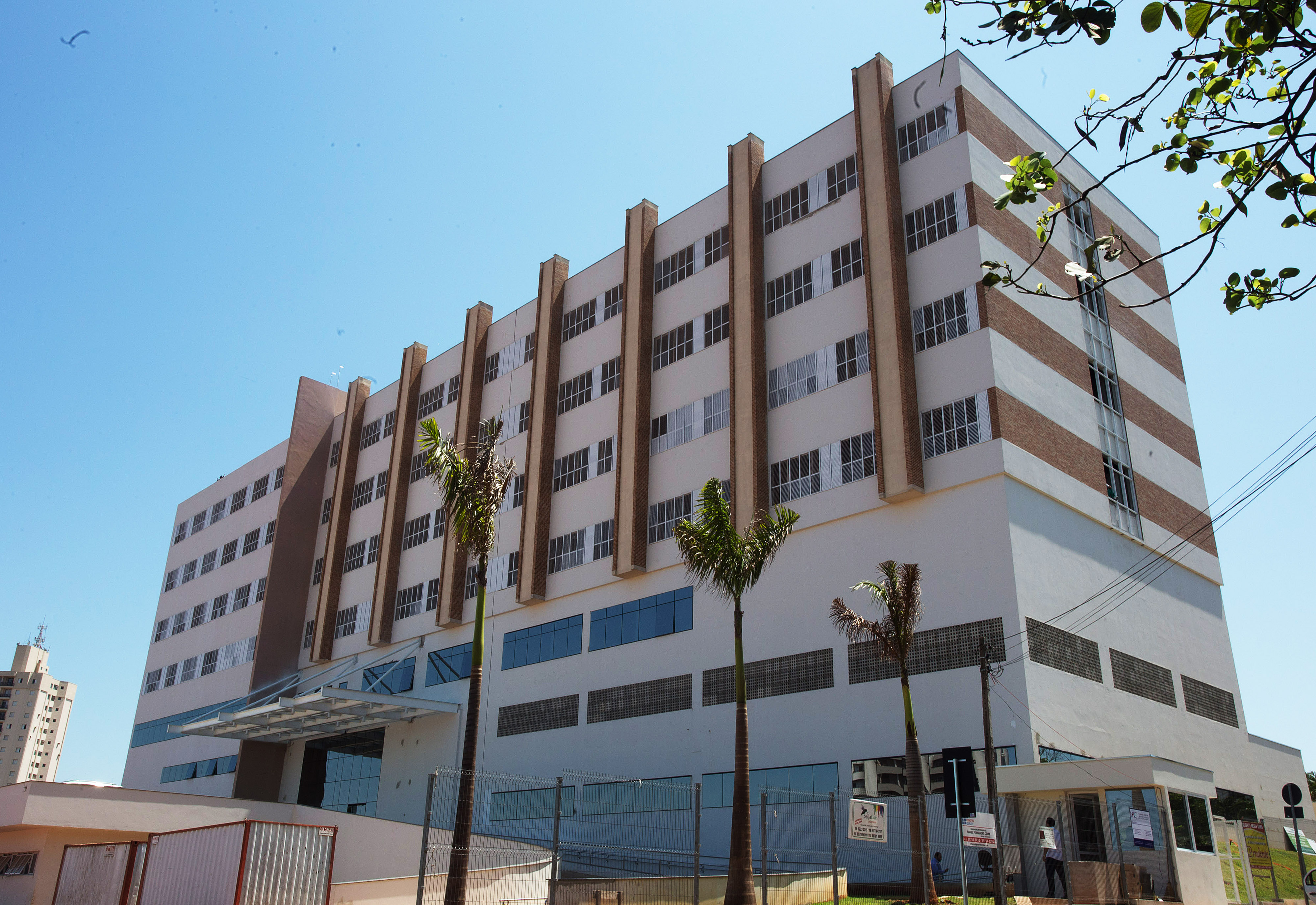
O Hospital Regional do Câncer de Presidente Prudente, no oeste paulista.

A Região Sudeste do Brasil, composta por quatro estados, possui 1.668 municípios. Em 2009, a região contava com aproximadamente 600.399 médicos, resultando em uma média de 3,1 médicos por mil habitantes. Além disso, havia cerca de 132.313 enfermeiros, correspondendo a 0,7 enfermeiros por mil habitantes. A equipe de enfermagem, incluindo técnicos e auxiliares, ocupava 272.398 postos de trabalho na região, com predominância no setor público e em estabelecimentos hospitalares.
Em termos de infraestrutura, o Sudeste apresentava, em 2018, uma cobertura de abastecimento de água que atendia 91,0% da população. No entanto, apenas 79,2% tinham acesso à coleta de esgoto, e o tratamento de esgoto abrangia cerca de 50,1% do volume coletado. Essas deficiências em saneamento básico impactam diretamente a saúde pública, contribuindo para a incidência de doenças de veiculação hídrica.

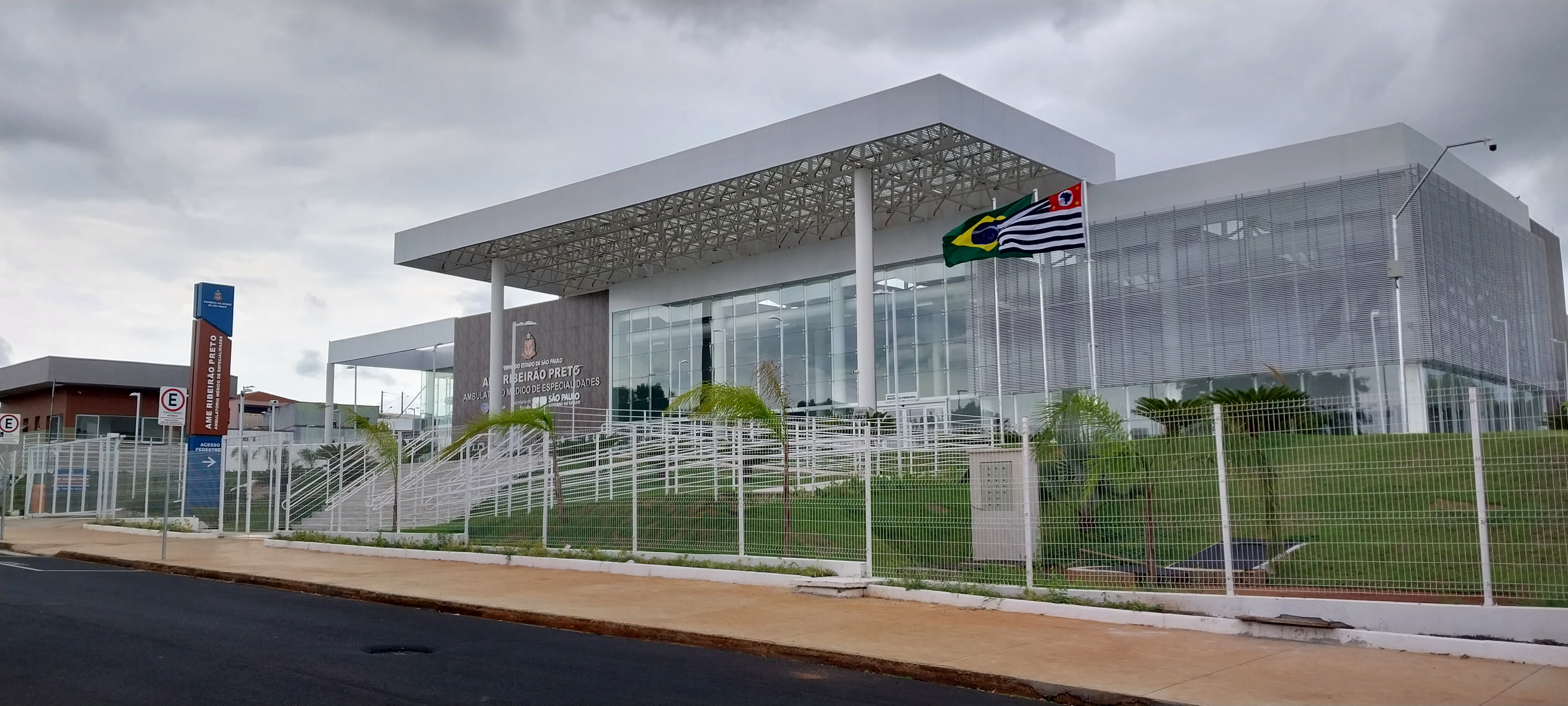
AME de Ribeirão Preto.

Em relação ao acesso a serviços de saúde, dados de 2019 indicam que 76,5% da população brasileira costumavam procurar o mesmo local ou profissional de saúde, sendo que 69,8% desses atendimentos ocorriam em estabelecimentos públicos, com destaque para as Unidades Básicas de Saúde (UBS), mencionadas por 46,8% dos usuários. Além disso, apenas 28,5% da população possuía algum plano de saúde, seja médico ou odontológico, evidenciando a importância do Sistema Único de Saúde (SUS) na assistência à saúde da população.
A Estratégia Saúde da Família (ESF) desempenha um papel fundamental na atenção primária, com equipes multidisciplinares atuando em comunidades para promover a saúde e prevenir doenças. No entanto, desafios persistem, como a necessidade de ampliar a cobertura e melhorar a infraestrutura dos serviços de saúde, especialmente em áreas mais vulneráveis.

### Educação e ciência

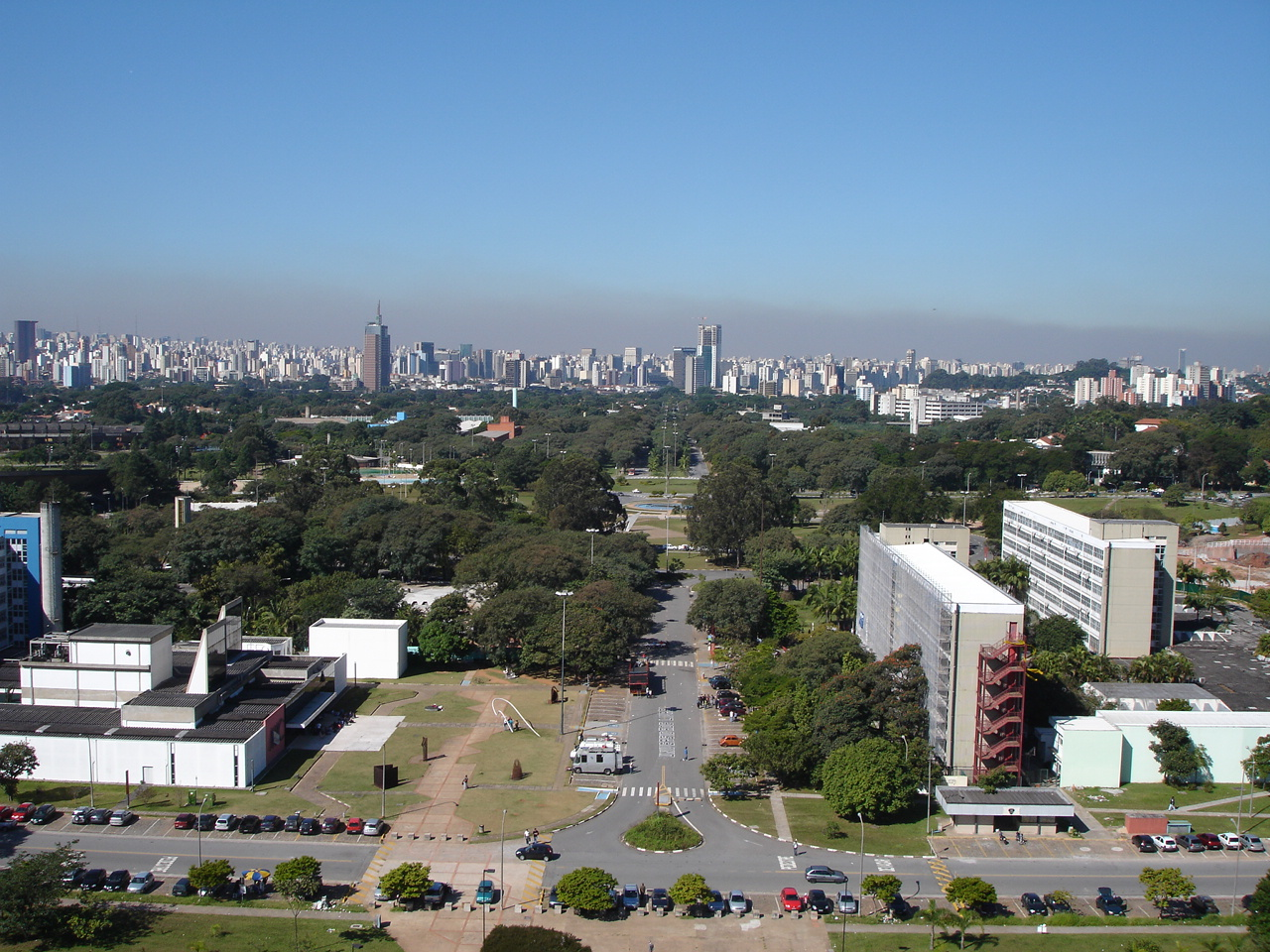
Cidade Universitária Armando de Salles Oliveira, da Universidade de São Paulo (USP), um dos renomados centros universitários do mundo.

Sirius, acelerador de partículas do Laboratório Nacional de Luz Síncrotron, em Campinas, o único acelerador de partículas desse porte na América Latina e o segundo do mundo.

A Região Sudeste do Brasil destaca-se por sua expressiva infraestrutura educacional, abrangendo desde a educação infantil até o ensino superior. Em 2022, a taxa de escolarização para crianças de 6 a 14 anos atingiu 99,4% no país, com o Sudeste apresentando uma das maiores taxas, refletindo o compromisso regional com a educação básica.
No ensino superior, o Sudeste abriga algumas das mais renomadas universidades públicas do país, como a Universidade de São Paulo (USP), a Universidade Estadual de Campinas (Unicamp), a Universidade Federal de Minas Gerais (UFMG) e a Universidade Federal do Rio de Janeiro (UFRJ). Essas instituições são reconhecidas por sua excelência acadêmica e contribuições significativas em pesquisa e inovação.
A taxa de analfabetismo na região é a mais baixa do Brasil, registrando 2,9% em 2022, em contraste com a média nacional de 5,6%. No entanto, desafios persistem, como a redução do analfabetismo funcional e a melhoria contínua da qualidade do ensino.
O Índice de Desenvolvimento Humano (IDH) relacionado à educação no Sudeste é elevado, refletindo os investimentos e políticas públicas voltadas para o setor. Apesar dos avanços, a região continua empenhada em aprimorar seus indicadores educacionais, buscando equiparar-se a países desenvolvidos e assegurar educação de qualidade para toda a população.
A região compreende os três principais centros de pesquisa e progresso do Brasil, constituídos pelas cidades de São Paulo, Rio de Janeiro e Campinas, que são responsáveis, nesta ordem, por 28%, 17% e 10% da produção científica do país – conforme informações de 2005. A região é formada por importantes universidades, como a Universidade de São Paulo e a Universidade Estadual de Campinas, no Estado de São Paulo, a Universidade Federal do Rio de Janeiro e a Universidade Federal de Minas Gerais, nos estados do Rio de Janeiro e Minas Gerais, nesta ordem.

### Transportes

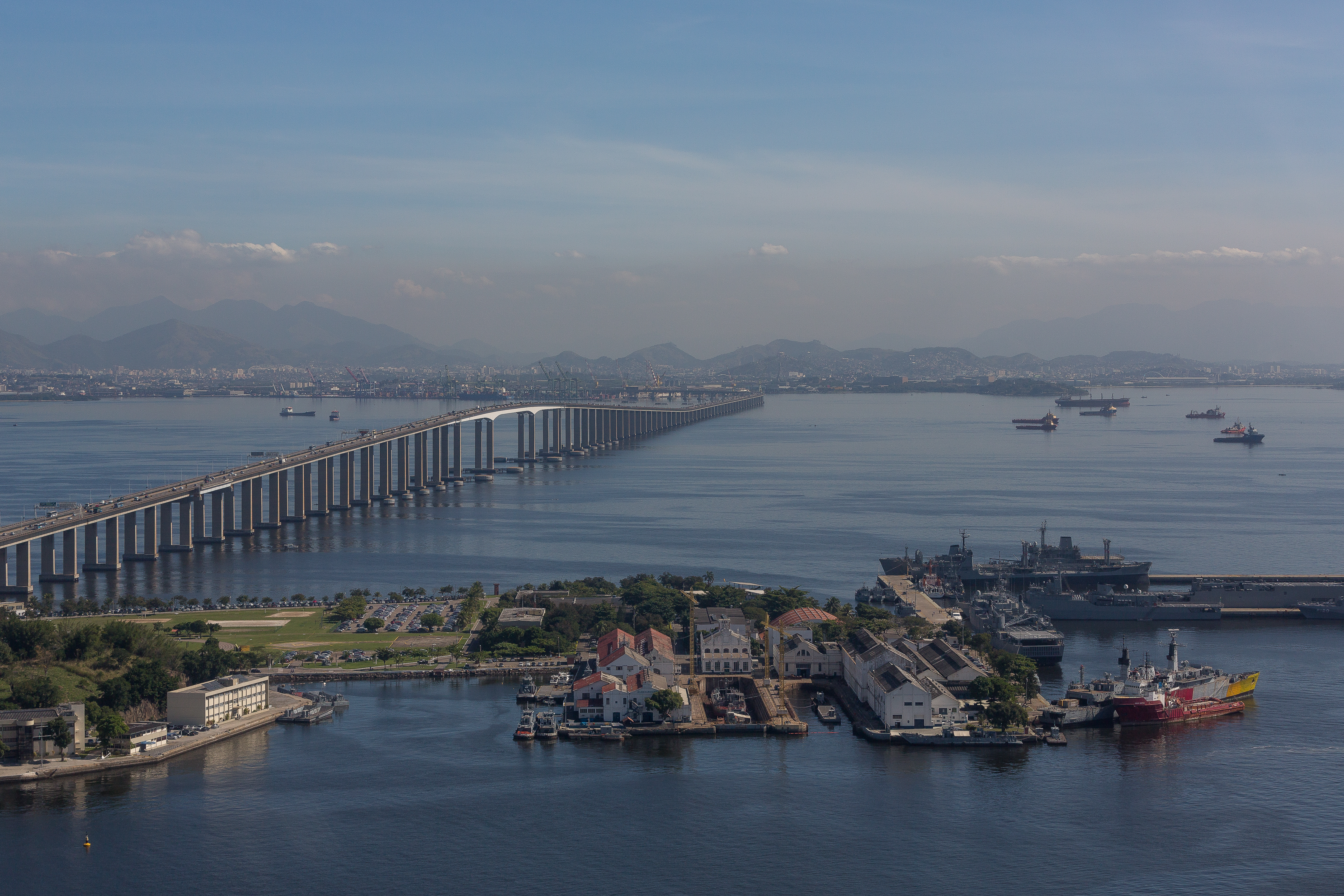
Ponte Rio-Niterói, a maior ponte brasileira com quase 14Km de extensão, no Rio de Janeiro.

A Região Sudeste do Brasil destaca-se por abrigar aproximadamente metade da população nacional e concentrar os centros urbanos mais industrializados do território. Essa configuração confere à região o mais elevado índice de urbanização e a infraestrutura de transportes mais desenvolvida do país.
A malha ferroviária da região Sudeste, expandida principalmente devido à cultura cafeeira, constitui aproximadamente metade das vias férreas existentes no Brasil. Além disso, cerca de 30% das rodovias nacionais estão situadas nessa região, com destaque para o estado de São Paulo, onde se concentra a maior parte dessas estradas. Determinadas rodovias, como a dos Imigrantes e a Castelo Branco, são reconhecidas por sua qualidade e segurança, sendo comparáveis às melhores infraestruturas viárias da América.
Nos anos mais recentes, contudo, a redução nos aportes financeiros por parte do governo tem inviabilizado a expansão da infraestrutura rodoferroviária e comprometido a conservação das estruturas já implantadas.
O progresso industrial observado na região, aliado a uma estratégia governamental explicitamente voltada à exportação, impulsionou significativamente a ampla expansão das atividades portuárias no Sudeste do Brasil. Nesse contexto, destacam-se os portos de Santos, Vitória, Tubarão, Angra dos Reis e Sepetiba como os mais movimentados do território nacional.
A região dispõe de uma infraestrutura moderna e bem equipada, destacando-se a presença de aeroportos internacionais e diversos terminais destinados ao intenso fluxo de voos domésticos. Em contrapartida, a utilização da navegação fluvial permanece subaproveitada. Com o intuito de viabilizar o transporte aquaviário em trechos navegáveis de rios como o Tietê e o Paraná, foi instituída a hidrovia Tietê-Paraná. Para tal empreendimento, foram edificadas oito eclusas — mecanismos hidráulicos semelhantes a elevadores aquáticos — cuja função é regularizar os desníveis do leito fluvial, permitindo, assim, o trânsito seguro de embarcações entre as diferentes seções da hidrovia.
A hidrovia possibilita a navegação ao longo de 2,4 mil quilômetros da bacia Platina, abrangendo cinco estados brasileiros e quatro nações sul-americanas. Trata-se de um avanço significativo na modernização da infraestrutura de transportes da região Sudeste, contribuindo para a redução dos custos de frete e favorecendo a integração com outros meios de transporte.

### Energia

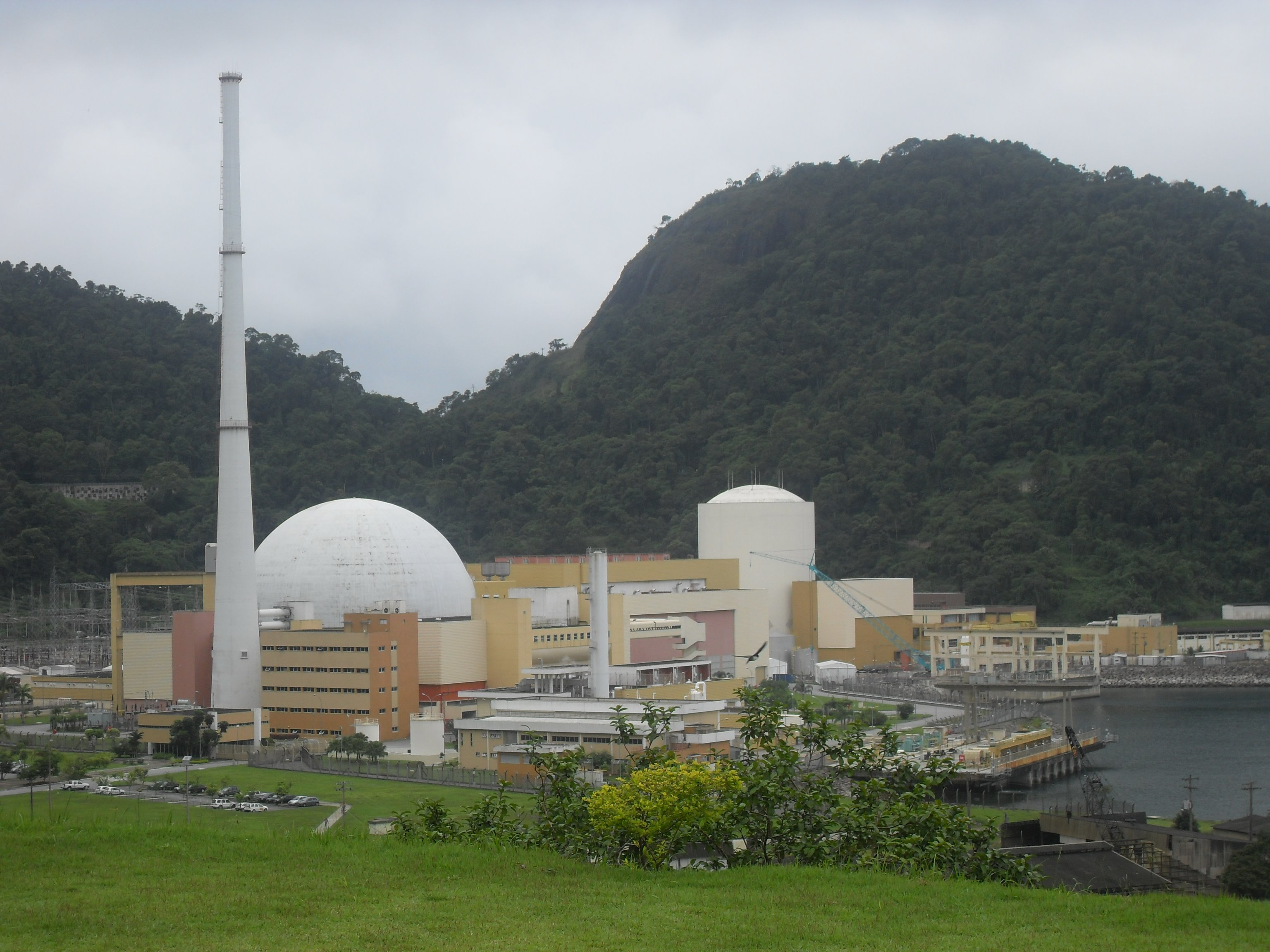
Usina nuclear Angra 1 no Rio de Janeiro.

Por se encontrar centralizado quase 50% do contingente populacional do país, além de se encontrar o maior e mais variegado centro fabril do país e de centralizar um grande sistema de transportes, a região precisa de muita energia. Boa parte da energia utilizada na região (bem como ocorre no país) é gerada por usinas hidrelétricas, como Furnas, Ilha Solteira, Três Marias, Marimbondo, Jupiá e outras; explorando o relevo montanhoso e a existência de rios volumosos. Uma porção da energia gerada na região procede das usinas termonucleares, Angra I e Angra II.
Em 2013, o Sudeste é responsável por mais da metade do volume do Sistema Integrado Nacional (SIN), sendo a maior região compradora de eletricidade do país. O potencial implantado de produção de energia elétrica da região perfazia mais de 42 500 MW, o que significava mais de um terço do volume de produção do Brasil. A produção hidrelétrica respondia por 58% do potencial implantado na região, sendo o resto 42% essencialmente equivalente à produção termelétrica. São Paulo era responsável por 40% desse potencial; Minas Gerais por mais de 25%; o Rio de Janeiro por 13,3%; e o Espírito Santo pelo resto. Entre as fontes renováveis para a produção termelétrica, sobressai a biomassa da cana-de-açúcar, com aproximadamente 6 300 MW de capacidade, divididos em mais 230 usinas. Entre as fontes não renováveis, sobressaem o gás natural, com cerca de 6 300 MW, os derivados de petróleo, com 1 100 MW, e a geração termonuclear, com 2 000 MW.

### Segurança pública

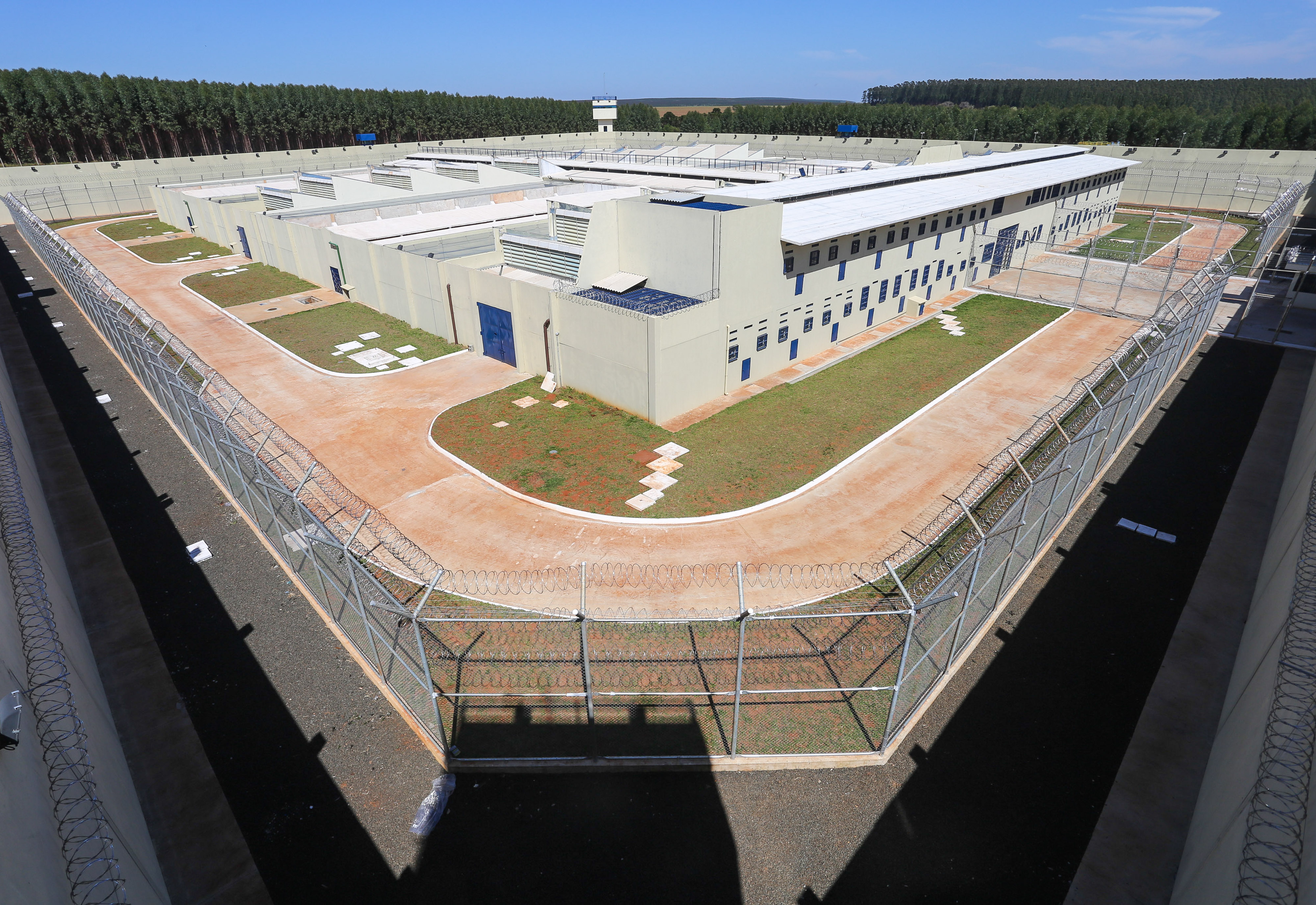
Centro de Detenção Provisória (CDP) em Itatinga.

A Região Sudeste do Brasil, composta pelos estados de São Paulo, Rio de Janeiro, Minas Gerais e Espírito Santo, possui uma estrutura de segurança pública composta por diversas instituições militares e forças policiais. Cada estado mantém suas próprias corporações, como a Polícia Militar e a Polícia Civil, responsáveis pelo policiamento ostensivo e pela investigação de crimes, respectivamente. Essas instituições operam de forma coordenada para garantir a ordem pública e a segurança da população.
O sistema prisional na Região Sudeste enfrenta desafios significativos, incluindo superlotação e déficit de vagas. O aumento do encarceramento e da rede de instituições carcerárias em todo o Brasil é impulsionado pelo "exemplo" paulista, que lidera o país em termos de número de presos e estabelecimentos prisionais. Além disso, o surgimento e a expansão de facções criminosas dentro do sistema prisional têm contribuído para a complexidade da segurança pública na região.

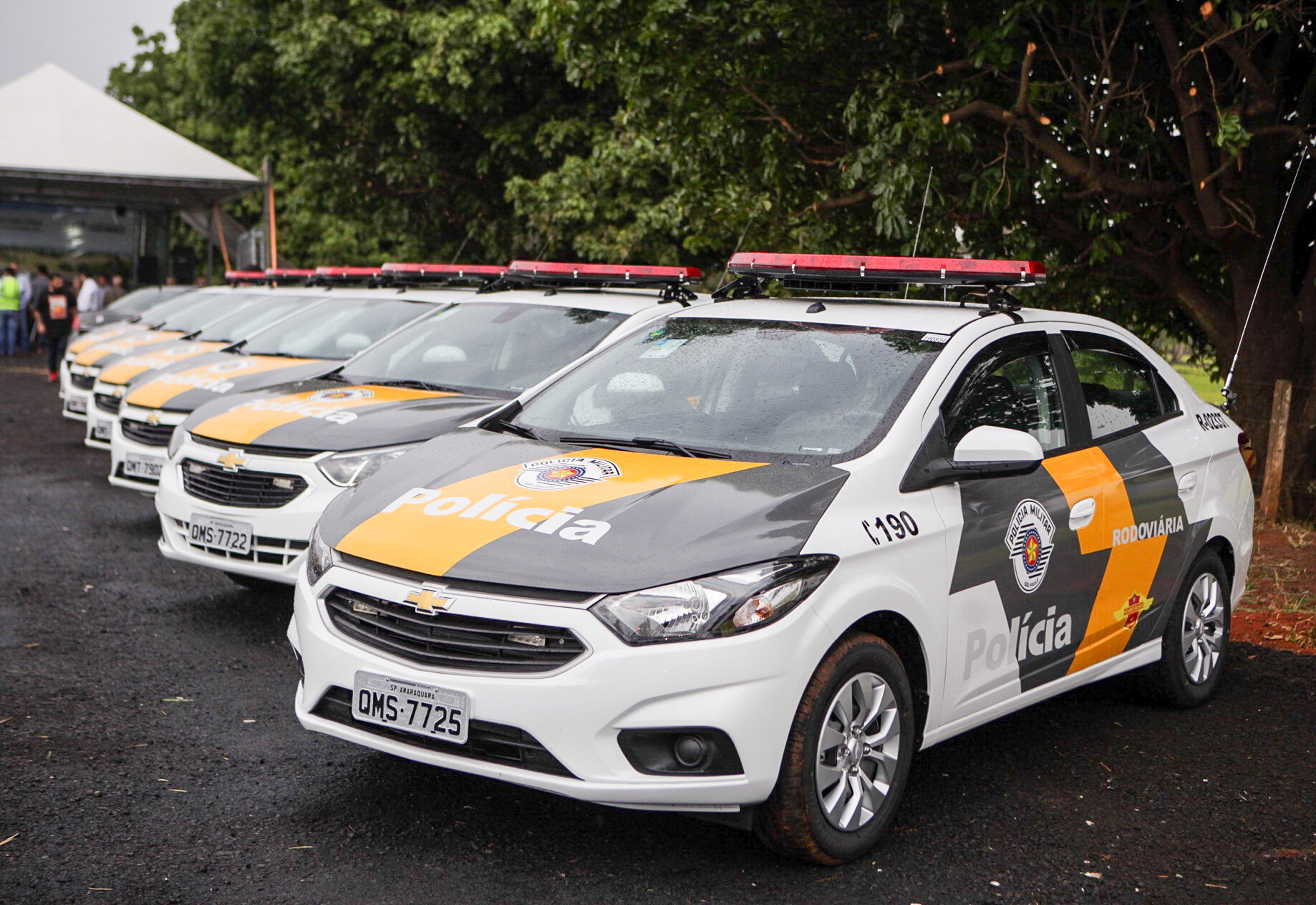
Viaturas da Polícia Rodoviária do Estado de São Paulo.

Em relação às estatísticas de criminalidade, os estados da Região Sudeste apresentam taxas de homicídios abaixo da média nacional. Por exemplo, São Paulo registrou uma redução significativa na taxa de homicídios, passando de 39,7 para 10,1 por 100 mil habitantes entre 1998 e 2014. Essa diminuição reflete os esforços contínuos das autoridades estaduais em implementar políticas de segurança pública eficazes.
No entanto, desafios persistem, como a violência policial e a impunidade em alguns casos. A atuação da Polícia Militar no Rio de Janeiro, por exemplo, tem sido alvo de críticas devido a padrões violentos de operação, sendo responsável por 17% de todas as mortes violentas em 2017. Além disso, a baixa efetividade da Polícia Civil reflete-se na impunidade dos crimes que não têm as investigações concluídas, com apenas 12% dos crimes registrados sendo encaminhados para o sistema judiciário em 2015.

## Cultura

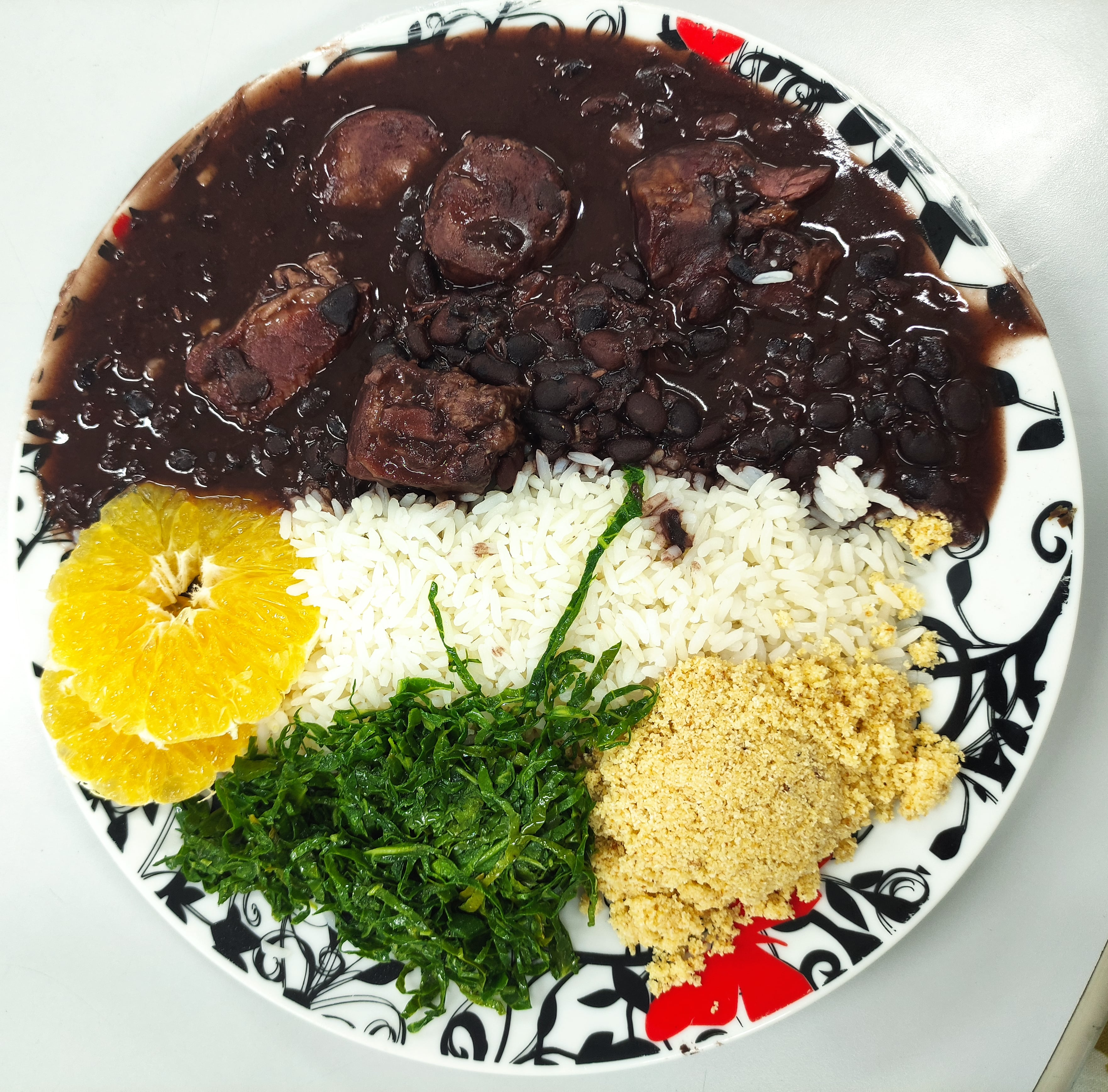
Típica feijoada à brasileira, acompanhada de arroz, couve, farofa e laranja.

A gastronomia do sudeste do Brasil é influenciada pela tradição lusitana, com as adições dos fluxos migratórios italiano, japonês e árabe. Sobressaem o cuscuz-paulista, o feijão-tropeiro, o pernil à mineira, o leitão à pururuca e a moqueca capixaba. A feijoada carioca, de procedência negra, é o mais tradicionalmente brasileiro destes alimentos. A base da alimentação das áreas costeiras da região compreende o feijão-preto, o arroz, a carne-seca e a farinha de mandioca. A carne fresca, o leite e os derivados de milho são mais comuns no interior.
A região sudeste é abundante em lendas e mitos, repletos de personagens extraordinários como o saci-pererê e a mula sem cabeça. Na região interiorana de Minas Gerais são notórios os narradores de "causos", cuja inventividade sustentava antigamente a imaginação dos escutadores. Uma raridade que ainda existe nas comunidades rurais é o carro de boi, o primeiro meio de transporte no Brasil.
Nos centros urbanos da região sudeste do Brasil, a indumentária se fez cada vez menos típica em consequência da influência da moda da Europa e dos Estados Unidos. O vestuário caipira, com vestimenta de chita colorizada, com babados e laços, para as pessoas do sexo feminino, e a camisa xadrez, o lenço no pescoço e chapéu de palha para os indivíduos do gênero masculino. A padronização do interesse pelo rodeio em determinadas regiões rurais originou uma moda baseada nas roupas de montaria, com botas de couro e jaquetas.

### Arquitetura e artesanato
Nas regiões produtoras de café no estado de São Paulo, extinta a escravatura, os agricultores das propriedades começaram a morar nas imediações da sede, em agrupamentos de residências que compunham grupos de edificação normal. Com a difusão das olarias, a residências de taipa passaram a ceder lugar às construções de tijolos. Nas comunidades de colonização mais tradicional, como no Rio de Janeiro e Minas Gerais, preservaram-se as matrizes dos engenhos de açúcar e das propriedades de café do período colonial. Diminutas residências rurais mantém aspectos antigos, com paredes de taipa ou pau-a-pique, ocasionalmente com revestimento de sapê. No Espírito Santo se fizeram frequentes as habitações de pau-a-pique, barreadas, revestidas com folhas de zinco ou estilhaços de lenha. Nos importantes centros urbanos, principalmente no Rio de Janeiro, os migrantes sem teto fizeram surgir um gênero próprio de edificação, o barraco, em agrupamentos estreitos que ganharam a denominação de favela ou morro. A favela se constitui de casas de papelão, tábuas e latas que convivem com outras de alvenaria, de dois ou mais andares, geralmente sem arremate exterior.
A fabricação de arreios e caçambas (estribos simples de lenha em formato de chinelo) é característica da região sudeste do Brasil, onde ainda são abundantes as panelas e utensílios de decoração de pedra sabão, principalmente em Minas Gerais. Tapetes, colchas e cortinas produzidas em teares toscos e, na região mineira do rio São Francisco, rendas de bilro, redes e chapéus de palha, mormente do buriti, formam o artesanato da região.

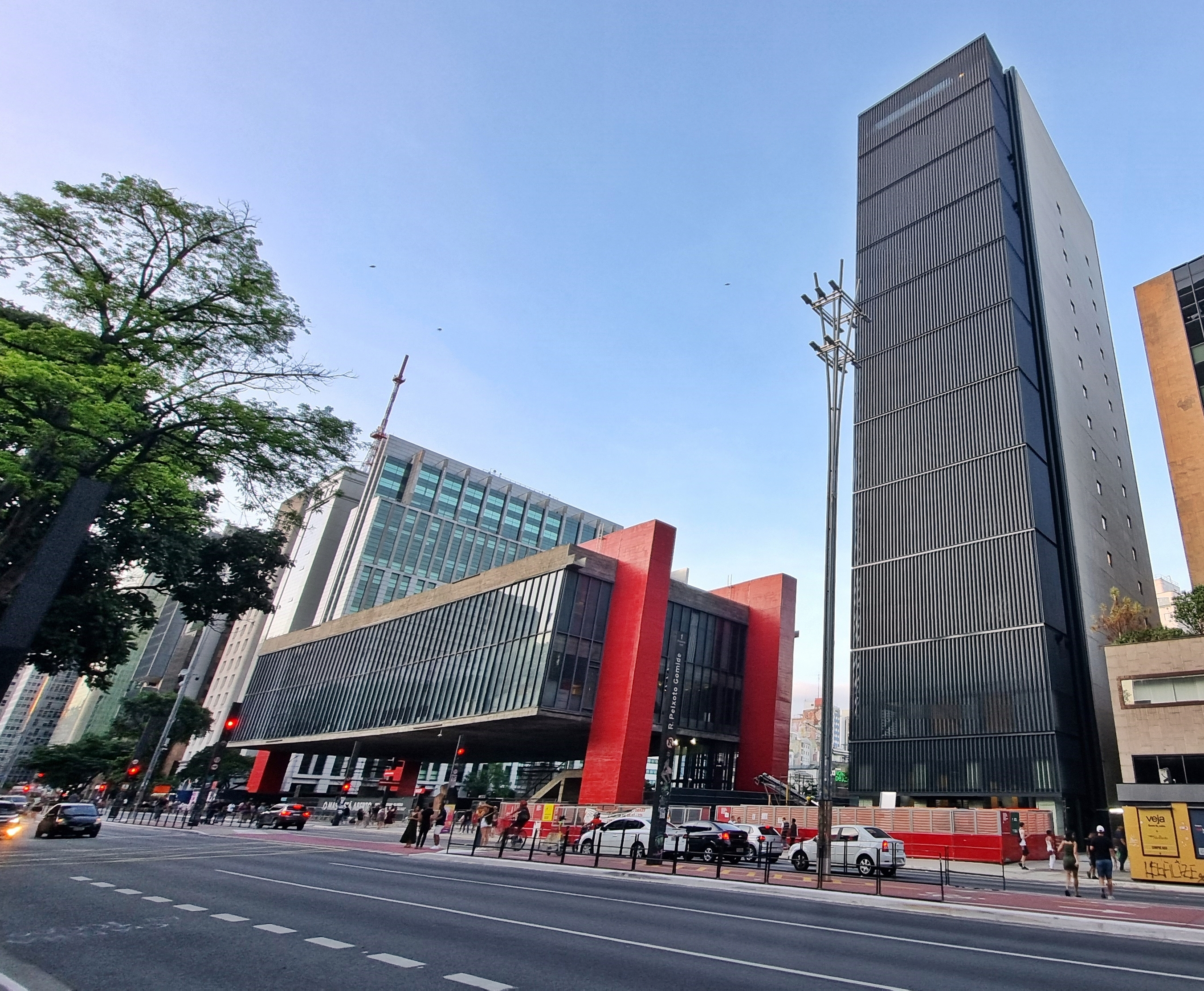
Museu de Arte de São Paulo (MASP), na Avenida Paulista, em São Paulo, considerado um dos principais museus do Hemisfério Sul.

### Patrimônio ecológico e festividades

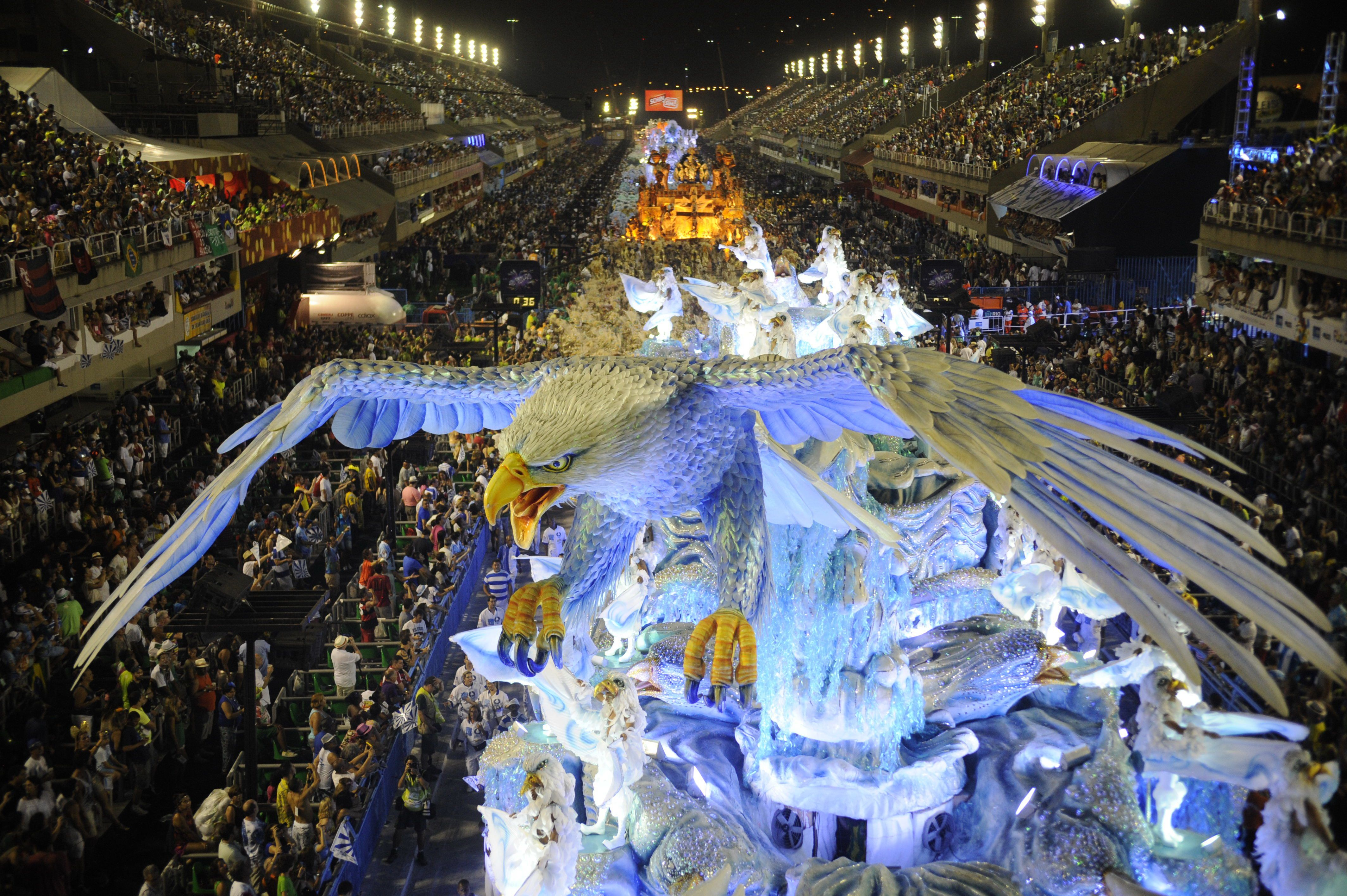
Desfile da Portela no Carnaval do Rio de Janeiro, o maior do mundo segundo o Guiness Book

Unidade de conservação mais antiga do Brasil, o Parque Nacional do Itatiaia alberga uma superfície de 30 mil hectares nos municípios fluminenses de Itatiaia e Resende e nas comunas mineiras de Itamonte, Alagoa e Bocaina de Minas. Seu ponto mais alto é o pico das Agulhas Negras, com 2 787 metros. Além da vegetação característica da mata pluvial, com árvores grandes como paineiras, cedros e jequitibás, o parque possui, desde os 1 600 metros, florestas nubladas e, mais acima, campos de altitude. São comuns as orquídeas, begônias e samambaias. Seicentas espécies de aves coexistem com pacas, preguiças e macacos, além de cem mil espécies de insetos. Existem inúmeras quedas d´água, um museu de biologia e um orquidário.
| Festividade                      | Local                                        | Data                                |
| -------------------------------- | -------------------------------------------- | ----------------------------------- |
| Procissão marítima               | Angra dos Reis-RJ                            | 1.° de janeiro                      |
| Desfile das escolas de samba     | Rio de Janeiro-RJ, São Paulo-SP e Vitória-ES | Domingo e segunda-feira de Carnaval |
| Festa do Peão de Boadeiro        | Barretos-SP                                  | Segunda quinzena de agosto          |
| Réveillon na praia de Copacabana | Rio de Janeiro-RJ                            | 31 de dezembro                      |

### Esportes

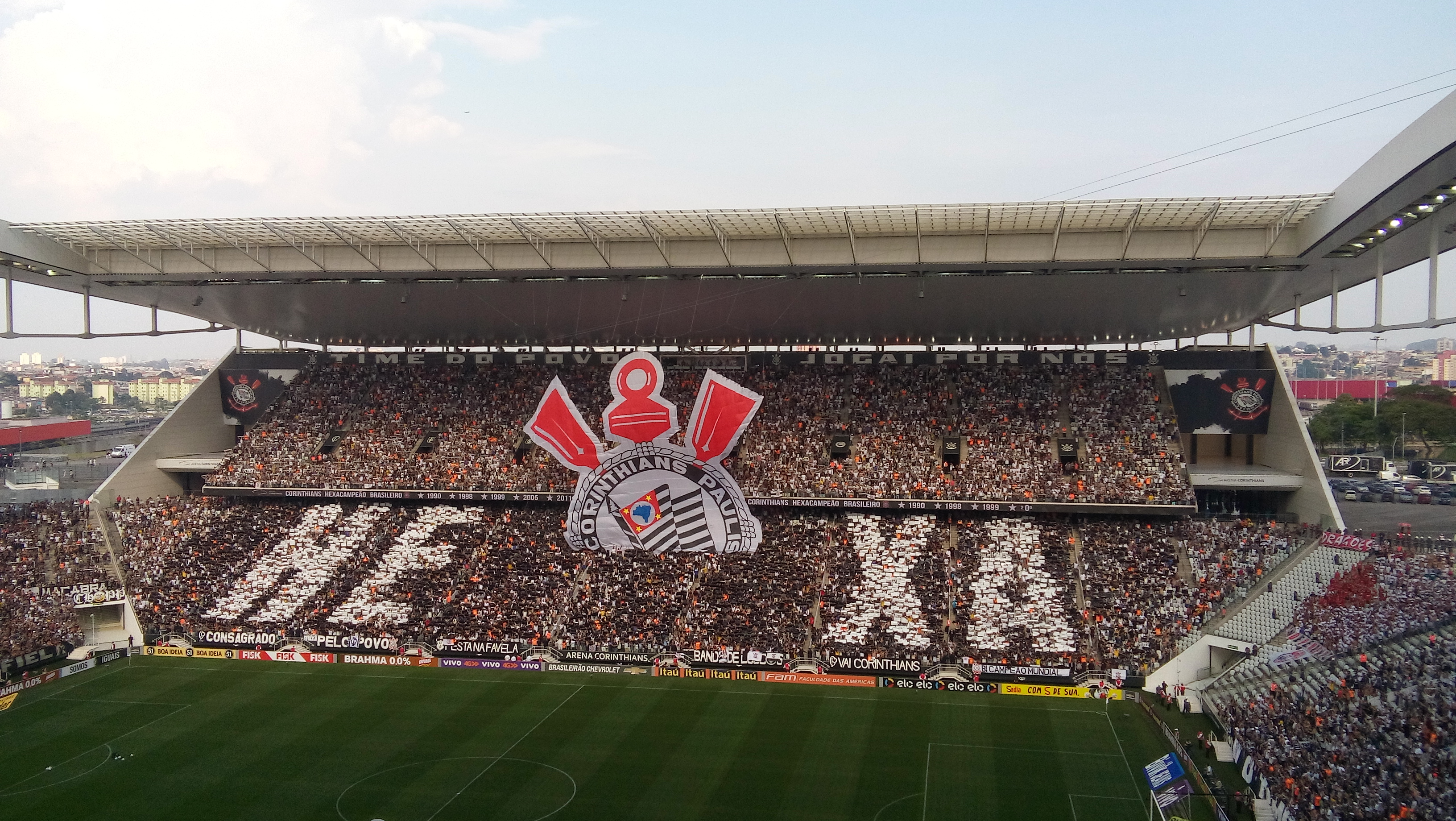
Neo Química Arena, estádio do Corinthians.

A Região Sudeste do Brasil destaca-se por sua rica tradição esportiva, com o futebol ocupando posição de destaque. Nos quatro estados que compõem a região, os clubes mais vitoriosos são:
- São Paulo: Sport Club Corinthians Paulista, Sociedade Esportiva Palmeiras e São Paulo Futebol Clube acumulam diversos títulos nacionais e internacionais.[118][119][120]
- Rio de Janeiro: Clube de Regatas do Flamengo, Fluminense Football Club, Botafogo de Futebol e Regatas e Club de Regatas Vasco da Gama são os principais campeões estaduais e nacionais.[121][118][119][120]
- Minas Gerais: Cruzeiro Esporte Clube e Clube Atlético Mineiro dominam o cenário futebolístico estadual e possuem conquistas nacionais e continentais.[118][119][120]
- Espírito Santo: Rio Branco Atlético Clube é um dos clubes mais tradicionais, com múltiplos títulos estaduais.[122]

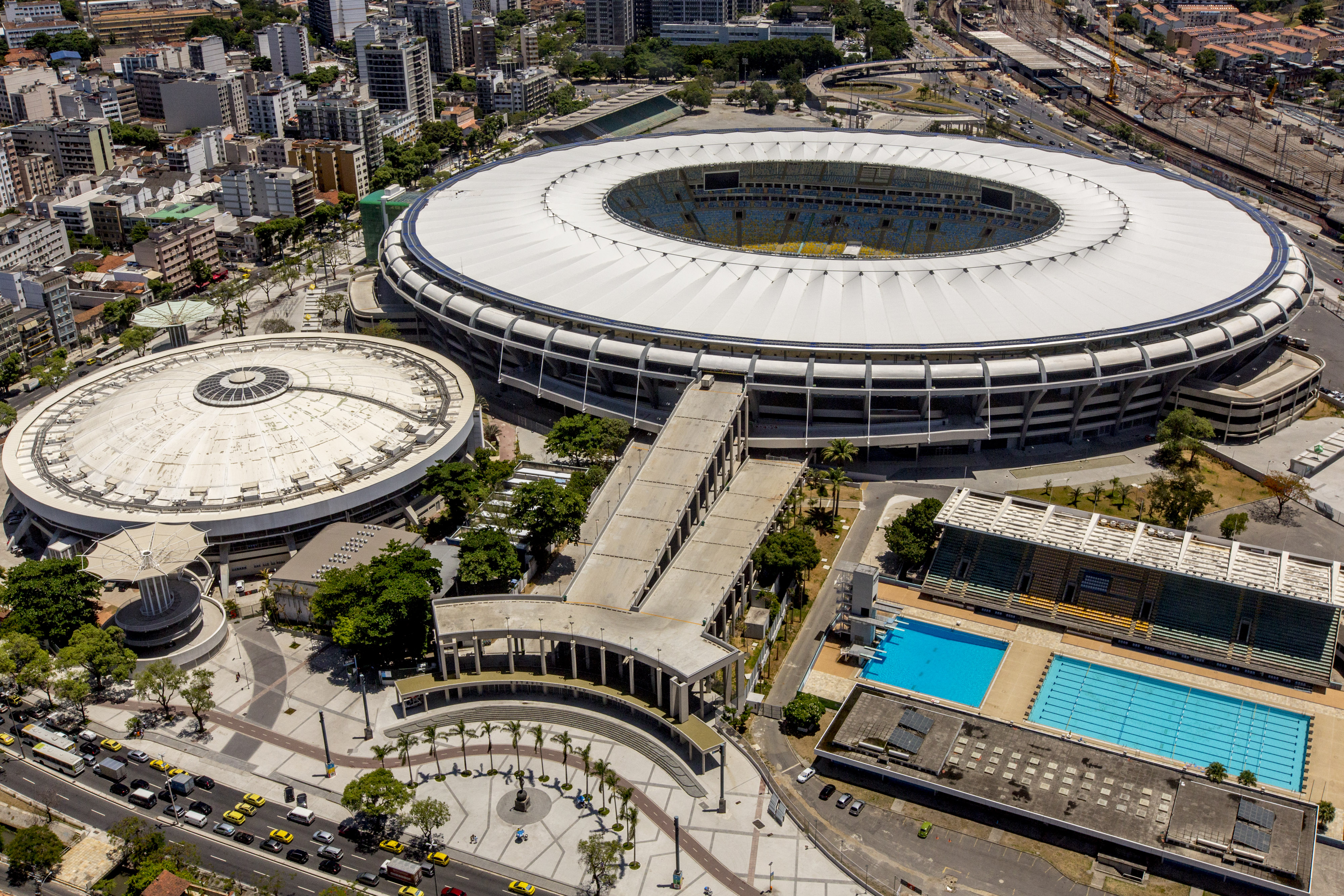
Estádio do Maracanã, no Rio de Janeiro

Além do futebol, esportes como vôlei, basquete e automobilismo também gozam de grande popularidade na região. O estado de São Paulo, por exemplo, é reconhecido por sua tradição no basquete e no vôlei, com clubes e atletas de destaque nacional e internacional.
O futebol foi introduzido nos estados do Sudeste no final do século XIX e início do século XX. Em São Paulo, Charles Miller é creditado por trazer o esporte em 1894. No Rio de Janeiro, o futebol ganhou força no início do século XX, com clubes de remo adotando a modalidade. Em Minas Gerais, o esporte começou a se popularizar nas primeiras décadas do século XX. No Espírito Santo, o futebol também se difundiu no início do século XX, com a fundação de clubes tradicionais.

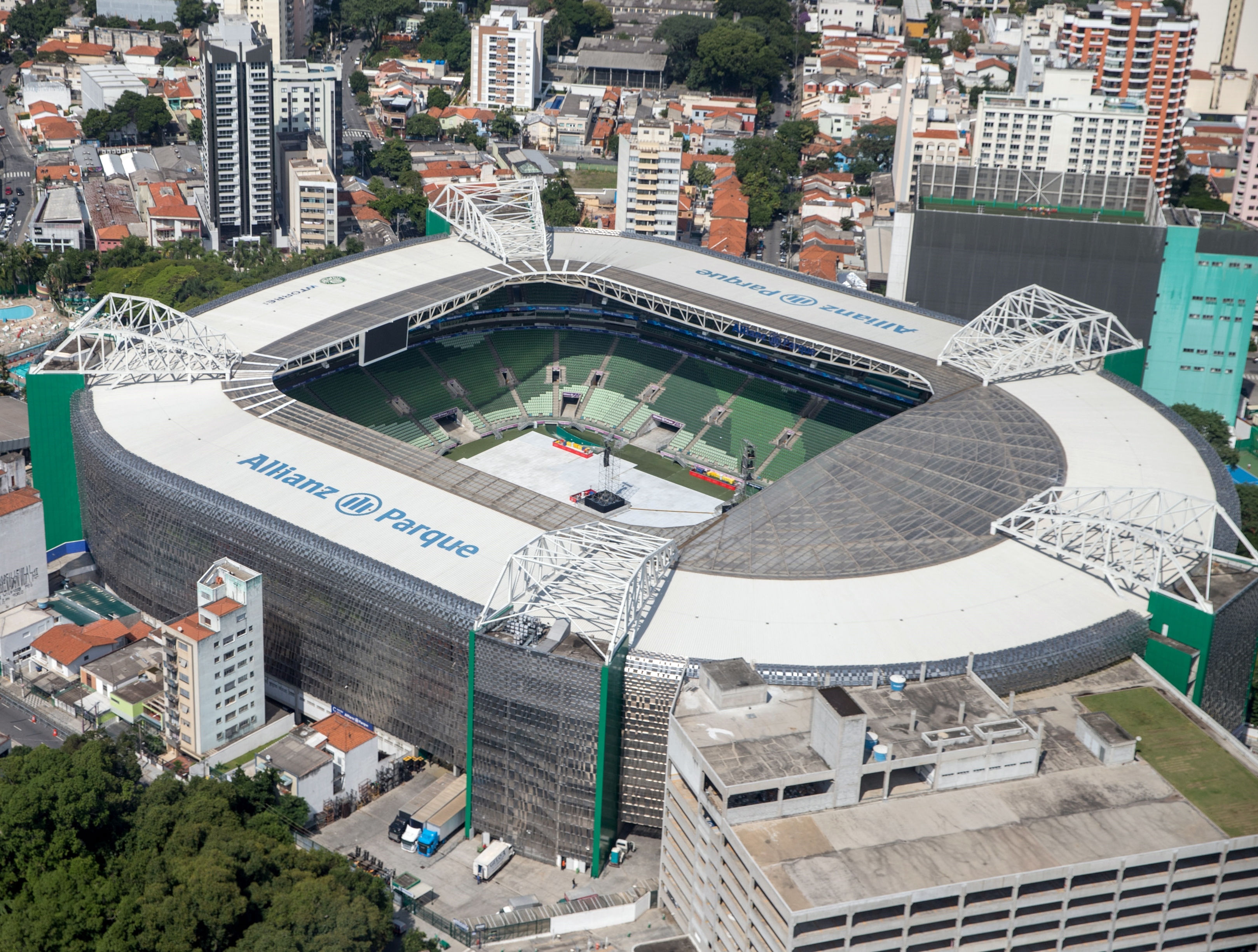
Vista aérea do Allianz Parque.

Os maiores estádios da região incluem o Maracanã, no Rio de Janeiro, com capacidade para cerca de 78 mil espectadores; o Morumbi, em São Paulo, com capacidade para aproximadamente 67 mil pessoas; e o Mineirão, em Belo Horizonte, que comporta cerca de 62 mil torcedores.
Os campeonatos estaduais são organizados pelas federações de futebol de cada estado desde as primeiras décadas do século XX. Em São Paulo, a Federação Paulista de Futebol foi fundada em 1941, sucedendo ligas anteriores que já organizavam o campeonato estadual desde 1902. No Rio de Janeiro, a Federação de Futebol do Estado do Rio de Janeiro (FERJ) foi criada em 1978, unificando as entidades anteriores após a fusão dos estados da Guanabara e do Rio de Janeiro. Em Minas Gerais, a Federação Mineira de Futebol foi fundada em 1915, e no Espírito Santo, a Federação de Futebol do Estado do Espírito Santo foi estabelecida em 1917.

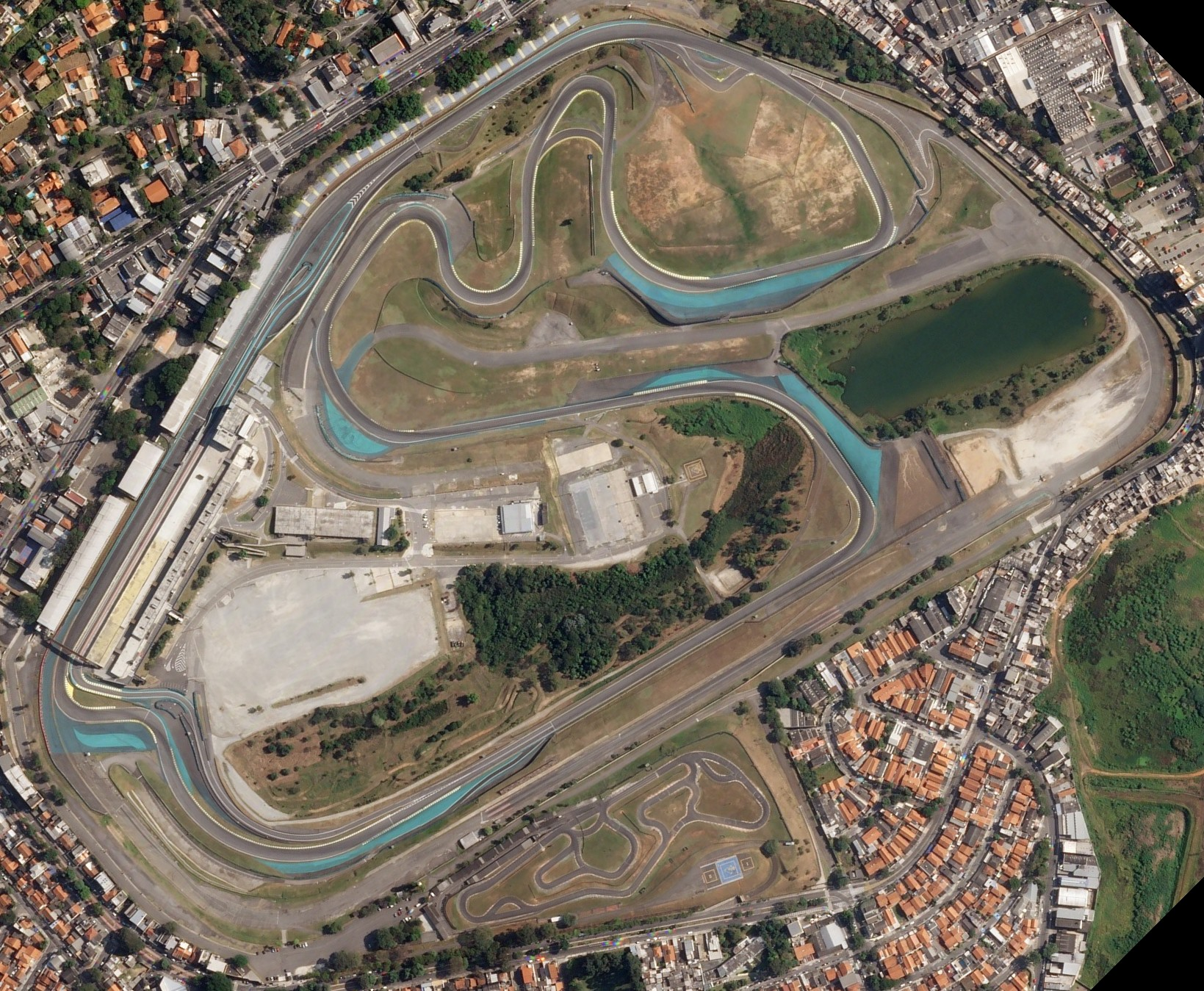
Vista aérea do Autódromo de Interlagos, onde anualmente ocorre Grande Prêmio do Brasil de Fórmula 1.

A região sedia diversos eventos esportivos de importância internacional, regional e local. O estado do Rio de Janeiro, por exemplo, foi palco dos Jogos Olímpicos de 2016 e da final da Copa do Mundo de 2014. São Paulo abriga o Grande Prêmio do Brasil de Fórmula 1 no Autódromo de Interlagos. Além disso, a Corrida de São Silvestre, tradicional prova de atletismo, ocorre anualmente na capital paulista.
A região Sudeste é berço de inúmeros atletas de destaque em diversas modalidades além do futebol. Em São Paulo, nasceram o piloto Ayrton Senna, o nadador César Cielo e a jogadora de basquete Hortência Marcari. No Rio de Janeiro, destacam-se o velejador Torben Grael e o jogador de vôlei Bernardinho. No Espírito Santo, a ginasta Natália Gaudio é uma das atletas de maior destaque.